# 长津湖战役
长津湖戰役（：／），于中华人民共和国又稱抗美援朝第二次戰役東線，是朝鲜战争中中國人民志愿軍参战后的一场重要战役，属于第二次战役的东线部分。美国海军陆战队第一师（师长奥利弗·史密斯少将、整建制参与战斗）、美国陆军第7步兵师（师长巴大维少将）下辖的4个师属野战砲兵营和第31团级战斗队（中国方面誤称为“北极熊团”）、美国陆军第3步兵师下辖的3个团级战斗队（师长索尔少将，负责保护左翼）为聯合國軍主要地面作战单位，约合30,000人。同时拥有空中支援。中国人民志愿军方面，第20军（军长兼政委张翼翔）4个步兵师、第27军（军长彭德清、政委刘浩天）4个步兵师为主要作战单位，第26军（军长张仁初、政委李耀文）4个步兵师为预备队，无空中支援。
1950年11月24日，联合国军总司令麦克阿瑟发起“圣诞节回家”攻势，命令阿尔蒙德少将率领美军第10军进军鸭绿江并消灭“所有北朝鲜抵抗力量”。中国人民志愿军则派遣宋时轮率领的第9兵团，在联合国军不知情的情况下悄悄渡过鸭绿江，伏擊第10军，并保护西线的第13兵团侧翼。11月27日，志愿军展開攻勢，联合国军的前進受挫，無法阻擋志願軍的反攻，轉而往興南方向登船撤退。
此战中，受到西伯利亞寒流的影響，长津湖地区的最低气溫极其罕见地降到−36 °F（−38 °C），导致交战双方出现大量非战斗减员（主要是冻伤），而其中志愿军由于后勤补给不足，一部分军队必须进行急行军穿插，在行军过程中丢弃了棉衣，其受氣候影響的程度遠遠甚於美軍。與此同时，志愿军由于大量缺乏除迫擊砲以外的重火力和防空火力而受到美军空军、砲击与火箭弹等武器猛烈打击，損失慘重。
长津湖战役为朝鲜战争东线的转折点，志愿军最後协助朝鮮人民軍奪回朝鲜半岛东北部。美國海軍陸戰隊第1師重創了志願軍後成功突圍，這次突圍被美國海軍陸戰隊認為是其表現最佳的時刻。與长津湖战役相比，同一時間志願軍在西線的清川江戰役迫使美國第八軍團進行了美軍史上最長的撤退。

## 背景

### 聯軍北上

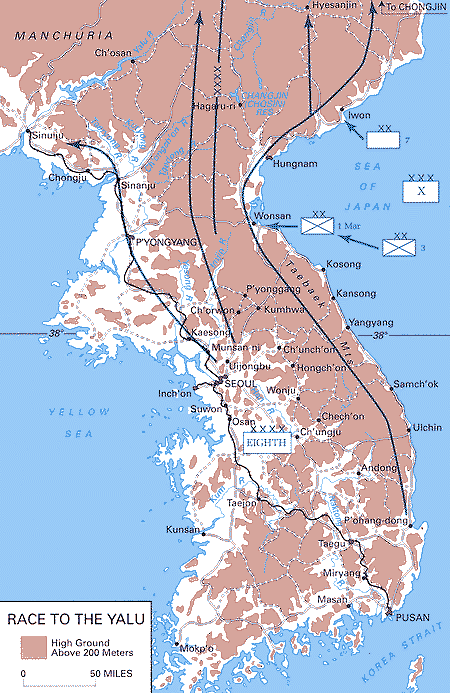
联合国军向鸭绿江推进地图

1950年9月15日，美国第10军成功登陸仁川。在联合国军南北夹击之下，釜山周围的朝鲜人民军主力遭到歼灭性打击。9月末，联合国军攻佔汉城（今译首尔），朝鲜战争的结束已经在望了。10月初，联合国军越过38度线，进入朝鲜，意图在1950年底重新统一南北朝鲜。联合国军以贯穿朝鲜北部的太白山脉为分界线，沿西海岸进攻的是美國第8軍團，东海岸则为大韩民国第1军和美國第10軍。10月19日，隶属美國第8軍團的韓國陸軍第1步兵师率先攻入平壤。20日，平壤被联合国军佔领。朝鲜人民军至此基本被消灭殆尽。大多数联合国军將领，包括联合国军总司令麦克阿瑟将军，认为朝鲜战争即将结束。
此時，西方世界不知道中华人民共和国悄悄地介入了这场战争。10月24日，从东线进入朝鲜的志愿军第42军进入了黄草岭、赴战岭地区，与向北推进的大韓民國陸軍第3步兵师发生战斗。随后，隶属该军的第124师秘密在黄草岭一线，与联合国军后续的美軍第1陸戰师第7陸戰团进行了近2个星期的小战斗（黄草岭阻擊戰）。11月7日，第124师放弃黄草岭一线的阻击阵地。美軍第1陸战师越过黄草岭一线，进入长津湖地区。
11月7日，麥克阿瑟致電美國參謀長聯席會議，表示中共的強力介入朝鲜战争，徹底改變了大局。8日，參謀長聯席會議復電，認為既然中國大舉進軍朝鲜，應該重議聯合國軍殲滅朝鮮軍的使命，因為「中國不會大舉干預」的前提已不成立，暗示應該改採守勢。麥克阿瑟9日回電，表示他“不能同意”關於“重議聯合國軍使命”的意見。並強調“聯合國的基本政策是消滅所有朝鮮的武裝抵抗力量”以建立一個“統一和自由的國家”。電報中麥克阿瑟還表示：“我計劃11月15日發起總攻勢，目標是進至鴨綠江。任何與此計畫背道而馳的方案都將徹底瓦解我軍的士氣，並造成無法估量的心靈創傷。”麥克阿瑟認為中國入朝兵力不超過三萬，否則逃不過空中偵察。「聖誕節回家」攻勢隨即展開部署。11月10日，美國第1陆战师第7陆战团进佔古土里。11月15日，美軍进佔下碣隅里。11月24日，再进佔柳潭里。史密斯決定將第1陆战师集中在长津湖以西，因此美軍第7步兵师臨時組成第31團級作戰隊，接替了第1陆战师第5陆战团在长津湖以东新兴里及内洞峙的阵地。
至11月26日，美第10军进入长津湖地区部队部署如下：
長津湖以东
- 内洞峙：第7步兵师第32步兵团第1营、第31步兵团重迫击砲连；
- 新兴里：第7步兵师第31步兵团第3营、第57野战砲兵营A连B连及第15防空砲营D连；
- 后浦：第7步兵师第31步兵团团部和戰車连（22辆戰車）；

長津湖以西
- 柳潭里：第5陆战团、第7陆战团（欠2营营部、F连及机砲连）、第11陆战砲兵團（英语：11th Marine Regiment）第1营、第4营和第3营G连I连；
- 德洞山口西北1419高地：第7陆战团1营C连（欠1个排）；[31]
- 德洞山口：第7陆战团第2营F连；

長津湖以南
- 泗水里：第1陆战师第1工程营A连；
- 下碣隅里：第1陆战团第3营（欠G连）、第7陆战团第2营营部及机砲连、第11陆战砲兵团第2营D连和第3营H连、第1陆战师第1工兵营D连、第10军第10工兵营D连以及一些排级零散支援单位；
- 古土：第1陆战团团部及第2营、第11陆战砲兵团第2营E连、第7步兵师第31团B连、第185工兵营以及一些零散单位；
- 真兴里：第1陆战团第1营。

### 志願軍包圍長津湖

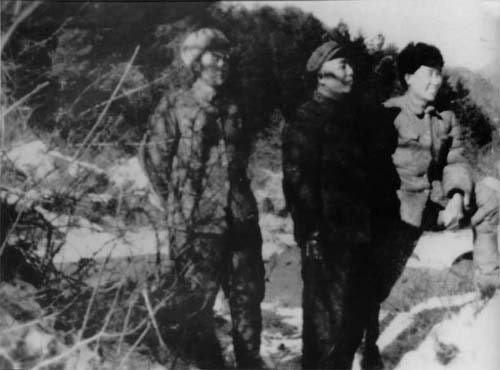
1950年，中国人民志愿军第9兵团司令员宋时轮（中）在长津湖前线

中华人民共和国在对联合国军发出一系列警告之后低調介入冲突。1950年10月19日，中国人民解放军以中国人民志愿军的名义秘密跨过边境，大舉进入北朝鲜。志愿军第42军是最早到达长津湖地区的志愿军之一，目标是阻止东线联军的推进。10月25日，正在推进的韩国第1军与志愿军遭遇，并在长津湖以南的黄草岭山口停下。元山登陆后，第10军的美國海軍陸戰隊第1師于11月2日遭遇志愿军第124师阻击，在后续战斗中给志愿军造成重大伤亡。11月6日，志愿军42军受命向北撤退，意图将联合国军诱至长津湖。到11月24日，第1陆战师分别佔领了湖东面的新兴里和西面的柳潭里。
而联合国军一无所知的是，中國人民志愿军124师从黄草岭撤出之后，从中国境内赶来的志愿军第9兵团接替了其在东线的防务。志愿军第9兵团即中国人民解放军第9兵团，隶属华东野战军。该兵团为华野精锐，下辖20军（原华野1纵）、23军、27军（9纵）、26军（8纵）共12个师。11月初开始，20军、27军各部均隐蔽前进，进入长津湖地区。11月26日，20军四个师（第58、59、60和89师）和27军的3个师（第79、80和81师）均进入指定攻击位置。59师、79师、89师在柳潭里周围，目标为柳潭里的第1陆战师部队。58师在下碣隅里周围。80、81师在新兴里／内洞峙周围。60师在土古里和下碣隅里之间。
麦克阿瑟面对志愿军对第8軍團所部的突然袭击，命令第8軍團发动“圣诞节回家”攻势。为配合攻势，麦克阿瑟命令第10军从长津湖向西进攻，切断至关重要的滿浦-江界-熙川补给线。因此美国第10军指挥官阿尔蒙德少将在11月21日制定了一个计畫。該计划要求美軍第1陸戰師從柳潭里向西推進，美国第7步兵师派出一个团级战斗队在新兴里保护其右翼。美軍第3步兵师在保障后方地区安全的同时也保护其左翼。这时第10军已被分散在长达400英里（640））的战线上了。
随即，在未被联合国军情报机构发现的情况下，11月17日第9兵团悄悄进入长津湖地区，同时第9兵团第20军在柳潭里附近接替了第42军。

### 兵力与战略
虽然第1陆战师是以阿尔蒙德少将指挥的陆军第10军的一部分在元山登陆的，但是第1陆战师师长奧利弗·史密斯与军长阿尔蒙德之间并不相互信任，他们之间的芥蒂被部分资料推断来自於仁川登陆前的一场会面。会面中阿尔蒙德吹嘘一场两栖登陆战十分容易，但阿尔蒙德自己却从未参加过任何登陆战，这点引起了史密斯的极度反感。史密斯认为大量的中國人民志願軍設下陷阱，證據之一是其撤退時沒有炸毀水門橋，使依賴車輛補給的美軍不得不終結攻勢，而阿尔蒙德輕敵。这样的不信任导致史密斯直接违抗阿尔蒙德向北进攻的命令，而选择在长津湖附近修筑工事、机场与堡垒。这就包括了在古土里和下碣隅里的机场和补给点，这些机场在战役中保證联合国军能由空運獲得足夠補給和將傷員後送。
戰鬥於11月27日開始，麦克阿瑟於28日致電參謀長聯席會議，表示這是一個全新的戰爭，中國入朝兵力遠超預期，联合国军現有兵力無法達成原訂目標。他認為中國的目標是全殲联合国军。現在計畫從攻轉守，伺機調整。28日晚間，麥帥與阿爾蒙德、華克司令開會，決定第8軍團撤到不被志願軍包抄為止，第10軍撤到咸興－興南一線。麥帥30日通知參謀長聯席會議，計劃將第10軍收縮到咸興、元山一帶，避免被分割包圍。
由于美軍海军陆战队在元山突然登陆，中央人民政府人民革命军事委员会主席毛泽东10月31日致电第9兵团司令员宋时轮和副司令员陶勇，要求立即消灭韩国首都师、韩国第3步兵师、美軍第1陆战师和第7步兵师。在毛泽东的紧急命令下，第9兵团於11月10日迅速进入北朝鲜。
11月5日，毛泽东复电彭德怀：“江界、长津方面应确定由宋兵团全力担任，以诱敌深入寻机各个歼敌为方针。尔后该兵团即由你处直接指挥，我们不遥制。”11月6日，彭德怀指示宋时轮、陶勇“东线战场（小白山以东）归宋兵团担任，应采取诱敌深入至旧津、长津线，首先达到消灭美陆战一师两个团之目的”。11月7日，毛泽东复电志司：“爭取在本月內至12月初的一個月內，東西兩線各打一二個仗，共殲敵七八個團，将战线推进至平壤-元山间铁路线区域，我军就在根本上胜利了。”11月12日毛泽东致电彭德怀、邓华、朴一禹：“美军陆战第一师战斗力据说是美军中最强的，我军以四个师围歼其两个团，似乎还不够，应有一个至两个师作为预备队，九兵团的二十六军应靠近前线，战役指挥必须是精心组织的，请不断指导宋、陶完成任务”。12月4日，毛泽东致电彭德怀、宋时轮等：“伪首、伪三两师因火车甚少其主力由步行撤退，何时到咸兴尚难定。敌已下令由下碣隅里以飞机撤走被围之美军五七两团，望宋陶覃迅速控制下碣隅里飞机场不使敌军撤走，并对五七两团之南退部队予以歼灭，只留下其在柳潭里地区之固守部队围而不歼，以利钓鱼”。12月5日人民日报報導「美侵略军陆战第一师、步兵第七师两个师的主力，已被歼灭一大部分，残敌继续被歼击中。」由此可見，中國人民志願軍的目標最初是全殲美第10軍，但很快毛澤東將抗美援朝第二次戰役的戰略目標訂為“殲敵七八個團”和“將戰線推進至平壤-元山間鐵路線區域”，而長津湖戰役的首要目標是全殲美軍第1陆战师第5、第7两个陆战团。
在美军第10军向长津湖进发时，中国人民志愿军的战略则基於第二次国共内战所积累的经验。始终认为在长津湖的联合国军的兵力并不强的志愿军总部，给第9兵团的任务是全歼柳潭里与新兴里的联合国军，随后进攻下碣隅里。此时便开始进行志愿军最擅长的“围点打援”战术——吸引第十军主力部队救援下碣隅里后，将联合国军主力围困於兴南与下碣隅里之间的道路。第9兵团刚开始投入了第20、27军的8个师，均集中於柳潭里和新兴里。
志愿军计畫中的不足部分来自於对联合国军情报的误判，部分则源於战术侧重方向的失误，具体表现如下：
- 虽然美军第10军的兵力分散於整个朝鲜半岛东北部，前文中提到在长津湖附近修建工事的美軍第1陆战师与他们对於进攻的拖延，使得实际上在柳潭里的美军数量与火力均大大超过了志愿军的估计[60][61]。第9兵团司令部认为柳潭里美军只有一个团，故此仅部署第79师加强89师286团共14,000余人直接参与进攻[62]，另指派59师负责在德洞山口打援，89师（欠286团）负责盯住处于长津湖战区外，但可能随时增援的美軍第3步兵师。而事实上美国海军陆战队的第5、7和11团（砲兵）大部均在柳潭里，人数近10,000人，更有8个连共48门的大口径榴彈砲，是第9兵团司令部估计的两倍以上，导致了柳潭里一线的志愿军不管是人数还是火力均没有足够优势。
- 陸戰一師在下碣隅里趕建了一个可以起降C-47运输机的机场和一个补给空投处，只有数个连防守這個重要的补给基地，第9兵团派出58师负责下碣隅里周边，而58师只派出了一个团直接参与进攻，其余部队负责打援[62]。这一点被战后的中国人民解放军军事科学院、美國陸軍軍事歷史中心和日本陆战史普及会在其各自撰写的战史中认为是此次战役中志愿军的最大战术失误[63][64]。直到战事的末期，在毛泽东的提醒下，志愿军才意识到下碣隅里的重要性，但为时已晚[65]。

而在兵力方面，战事开始时，美軍第1陆战师全师在长津湖战区部署了25,473人（宪兵、乐队、两栖牵引车营与部分后勤分队约2,000人仍在兴南），此外还有英国皇家海军陆战队的莱斯戴尔特遣队以及来自美軍第3步兵师与第7步兵师的大约兩个团的兵力增援了第1陆战师。这使得长津湖地区的联合国军实际兵力在30,000人左右。除此之外，最重要的一点，长津湖地区的联合国军背后拥有整个朝鲜战争最密集、最庞大、最集中的空中力量之一提供支援，包括在連浦机场（位于兴南地区）的美國海軍陸戰隊第1航空聯隊，以及5艘航空母舰组成的美国海军第77特遣队，每日可出动230架次的飞机以提供近距离空中支援。此役陸戰隊第1航空聯隊出任務1,053次，合計3,703架次，其中599次任務是近距离空中支援，454次任務是尋敵攻擊。位於日本的美国空军远东作战货运司令部则有能力為被包围的联合国军平均每日提供250吨的补给。

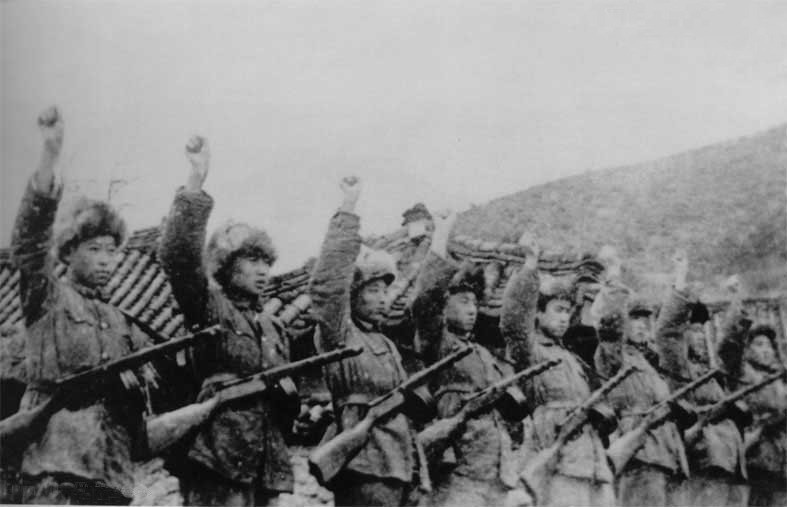
长津湖战役前中國人民志愿军誓师出战，当时气温為摄氏零下30度，但官兵仅穿单衣

志愿军第9兵团是中国人民解放军的精锐部队，其中有大量战斗经验丰富的基层干部与士兵（如战斗英雄杨根思）等，但是数个不利因素大大限制了这支部队的作战能力。最初第9兵团计划在中国东北进行整训并领取更适应东北极寒天气的冬装，但实际上很多部队并没有领取到相应的衣服便匆匆进入朝鲜。结果就是，第9兵团几乎没有能适应当年朝鲜半岛极寒天气的冬装，且兵团所属的第三野战军在第二次国共内战期间只在华中与华东作战，没有极地作战的经验。同样的，由於后勤保障能力的缺失，迫使第9兵团将自己的重型火砲全部留在了中国国内。严寒还导致了第9兵团食物与弹药的不足。这些不足使得第9兵团不得不将第26军作为预备队，在战役的绝大多数时间仅投入其2/3的兵力。在战役结束时，死於严寒的志愿军远多於死於作战与空袭的。
志愿军的总兵力在150,000人左右。在抵达朝鲜之前，第9兵团下属各军也得到了加强，每个军从原来的3个师变成了4个师，每个师约10,000人 。部分前中华民国国军的士兵也被编入了这些部队以确保满员率。某些步兵连甚至有150-200人。然而，由於联合国军的频繁空袭、糟糕的后勤与史无前例的严寒天气，导致最终参战的人数远低於120,000。例如仅在第9兵团进入朝鲜的第一天，全兵团便有700人被冻伤以致不能继续作战，而大部分的运输载具均被联合国军的空袭摧毁。在美国陆军的官方战史中，写到了志愿军的俘虏报告，第9兵团的大部分师在开始作战之前已经是“减员师”，全师仅6,500至7,000人。这些因素使得包括美国陆军战史官方作者艾普曼在内的大量战史专家认为实际上参战的志愿军人数远低於120,000人，艾普曼认为实际作战人数为60,000。而堪萨斯大学教授米勒特认为在75,000-83,000之间。
最终，儘管志愿军的12个师都被部署至前线，第78师、第88师与第94师在战役过程中完全没有与联合国军交火，其中第94师对战役的参与度低到甚至联合国军情报一度认为该师为当时已经被裁撤的第90师。志愿军实际投入进攻的主要兵力为第20军与第27军的8个师。而第26军，则在第20与27军已无兵可用的12月7日方才投入战场。

## 战役經过
由阿爾蒙德指揮的美國第10軍當時被分散部署在朝鲜東北部，第10軍與其它支援單位距離相當遠，在長津湖的第10軍部隊包括史密斯少将的美國海軍陸戰隊第1師的主力、巴大维少将的美軍第7步兵師的部份單位及英國皇家海軍陸戰隊第41獨立突擊隊。中國人民志願軍的猛烈攻擊破壞了聯合國軍的攻勢，麥克阿瑟及阿爾蒙德命令奧利弗·史密斯及轄下部隊突圍，從1950年11月29日起，聯合國軍開始且戰且退撤向興南港。為了保持部隊集中及謹慎地推進，史密斯主動進攻以突破包圍。
在11月27日夜，志愿军第9兵团第20、27军发动了多起进攻，并沿长津湖至古土里的公路埋伏起来。在柳潭里，美國第5、第7和第11陸戰團被志愿军来自于第79师、第59师和第89师的6个团包围与攻击。同样，第31团级战斗队在新兴里被志愿军第80师和第81师分割并遭到伏击。最后，志愿军第60师从北面包围了古土里的第1陆战团一部。到11月28日，联合国军被出乎意料地分割在柳潭里、新兴里、下碣隅里和古土里。

### 柳潭里战斗

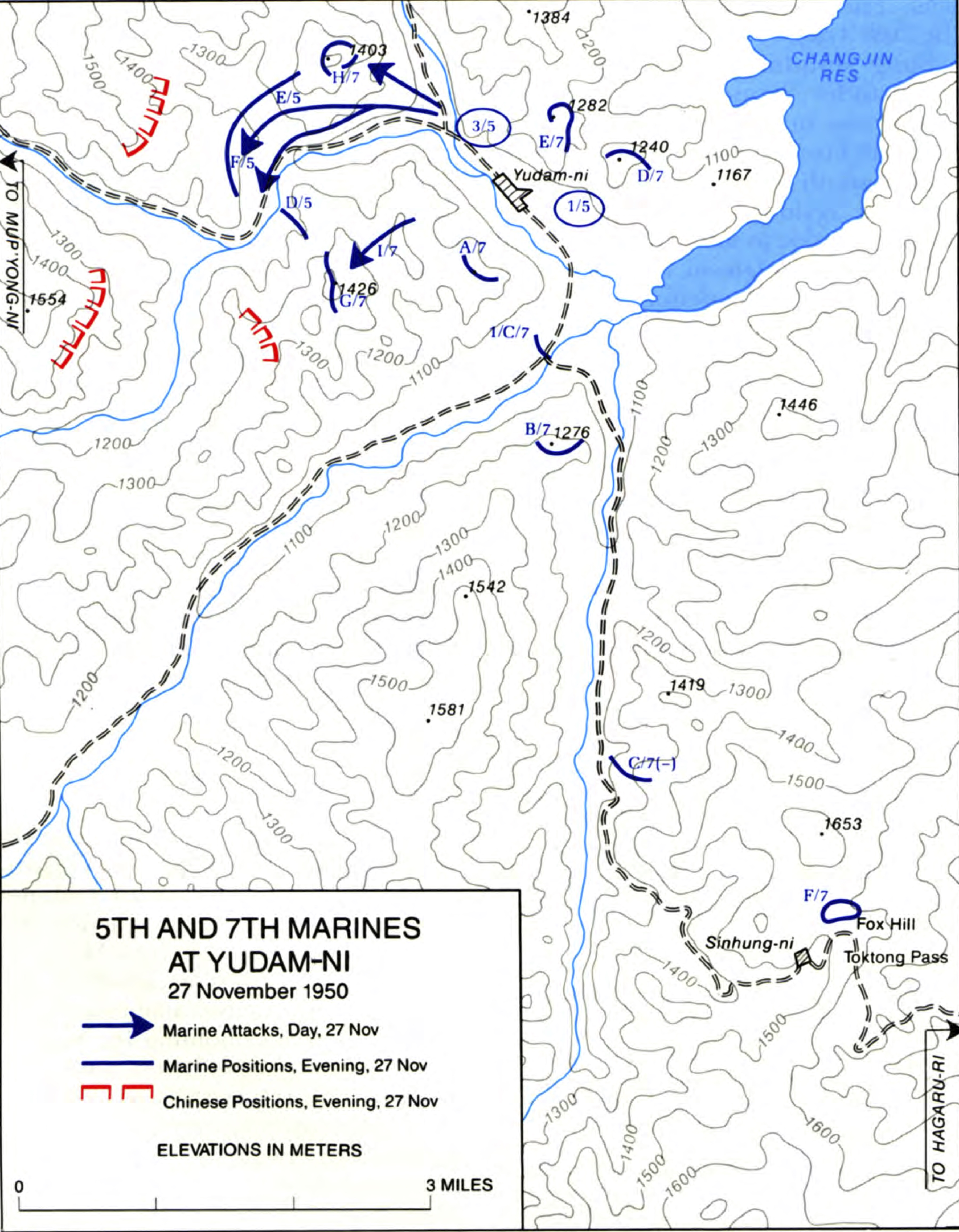
柳潭里戰鬥地圖

11月27日，按照阿尔蒙德的指示，史密斯命令第5陆战团向西面的武坪里发起攻击。攻击旋即被志愿军第89师286团阻截，迫使陆战队员在柳潭里周围的山脊上掘壕防守。到了晚上，志愿军第79师的235、236和237团从北和东北方向对柳潭里的山脊发动了进攻，意图一举歼灭守军。攻击部队悄悄接近陆战队的阵地后近战随之展开，但第5和第7陆战团守住了防线，并重创志愿军。11月28日拂晓时，志愿军和美国守军在柳潭里防御圈周围相持不下。
在柳潭里开战的同时，志愿军第59师第176团（另以175团作为预备队、177团作为打援部队）向第7陆战团的C连和F连发起了攻击，并封锁了柳潭里和下碣隅里之间的公路。这次成功的进攻迫使C连撤进柳潭里，于是只剩下F连被困在德洞山口，一个控制着公路的至关重要的山口。在11月29日，第7陆战团多次试图营救F连，尽管重创打援的志愿军第177团，但未能成功。在下碣隅里火砲和陆战队海盗式飞机的支援下，F连在遭到志愿军第59师第176团持续不断的攻击下成功坚守了5天。
志愿军第79师在柳潭里遭到重大损失之后，第9兵团指挥部认识到柳潭里驻扎的是第1陆战师的主力，其兵力是原来预计的两倍。宋时轮确信继续进攻于事无补，因此命令第9兵团从11月28日到30日放弃柳潭里，将主要攻击转向新兴里和下碣隅里。与此同时，在朝鲜西部前线的美国第8軍團在清川江战斗中被迫全线撤退，麦克阿瑟命令阿尔蒙德将美国第10军撤退到兴南港。按照阿尔蒙德和史密斯的指令，第5和第7陆战团指挥官，雷蒙德·L·默里中校和霍默·L·利曾伯格上校，于11月30日分别发出联合命令，从柳潭里向下碣隅里突围。面对阻击师与撤退中的陆战团即将到来的激烈战斗，史密斯宣称：“撤退個屁！我们不是在撤退，我们只是向另一个方向进攻！”
为了突围，陆战队员编成了护卫队，由仅有的一辆M4A3雪曼戰車打头阵。计划由第5陆战团第3营作为护卫队的先头部队，用3个营掩护后翼。与此同时，第7陆战团第1营向F连方向攻击前进以打通德洞山口的道路。突围之前，为掩护公路免受志願軍袭击，第7陆战团第3营必须首先向南攻击佔领1542高地和1419高地。在陸戰隊第一航空聯隊的空中掩护下，突围开始了。12月1、2日，該聯隊每日出動超過100架次密接空中支援，掩護柳潭里與長津湖以東的美軍突围。

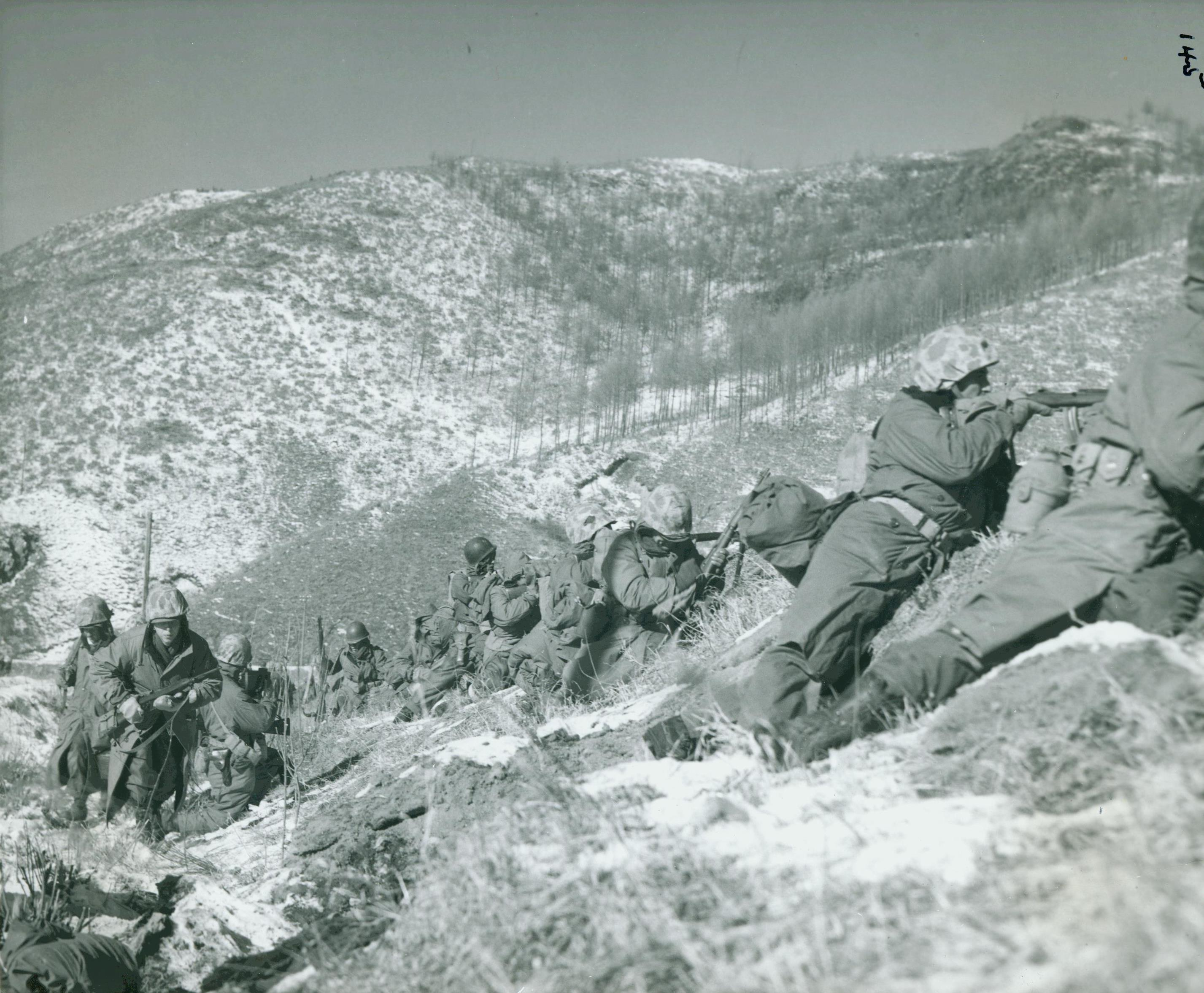
陆战队员在一块巨石的掩护下与志願軍交战。

12月1日上午，第7陆战团第3营在1542高地和1419高地与志愿军第59师的预备队——第175团战斗，志願軍顽强的防守阻止了陆战队，到下午护卫队通过7团3营的阵地时，他们仍然困在公路与山峰之间的山坡上。由于仍未能攻取下碣隅里，第9兵团司令部急令第79师恢复对柳潭里的攻击，同时令第89师不再负责盯住美军第3步兵师，开始向南面的古土里急进。志願軍在夜间发起猛烈的攻击，聯合國軍后衛部队因此召喚夜间战斗机来压制對方攻勢。战斗一直持续到12月2日上午，所有的陆战队员成功撤出柳潭里为止。
与此同时，第7陆战团第1营在12月1日还在设法突破志願軍在1419高地的阻截。志愿军不顾严重的战斗伤亡、饥饿和严寒，投入最后5个排坚守不退。在夜幕降临前，第7陆战团1营最终攻佔了顶峰，并开始穿过公路东侧山地前进。第7陆战团1营以出其不意的行动，成功摧毁了数个公路沿线的防守阵地。在12月2日上午，F连和第7陆战团1营的联合攻击肃清了德洞山口，至此打通了柳潭里和下碣隅里之间的公路。第7陆战团1营的呂超然中尉是美國海軍陸戰隊首位華人軍官，此役他率領B连為1营先鋒，協助攻佔德洞山口，援救F连與第31團級作戰隊，因此獲頒銀星勳章，並破格晉升為陸戰隊少校，他的事蹟被載入美軍的各種戰史，最後荣誉退伍。
虽然柳潭里到下碣隅里的公路已经打通，护卫队仍然需要从众多俯瞰公路高地上的志願軍阵地中殺出路来。在撤退的第一夜，大批的志願軍攻击护卫队，并重创了第5陆战团第3营。在余下的行进过程中，尽管强大的空中掩护压制了大部分志願軍，寒冷的天气、骚扰火力、小股突袭和路障还是严重遲滯了撤退行動，并造成许多伤亡。虽然困难重重，护卫队还是在12月3日下午井然有序地到达了下碣隅里，并在12月4日完成了撤离。

### 長津湖以東戰事

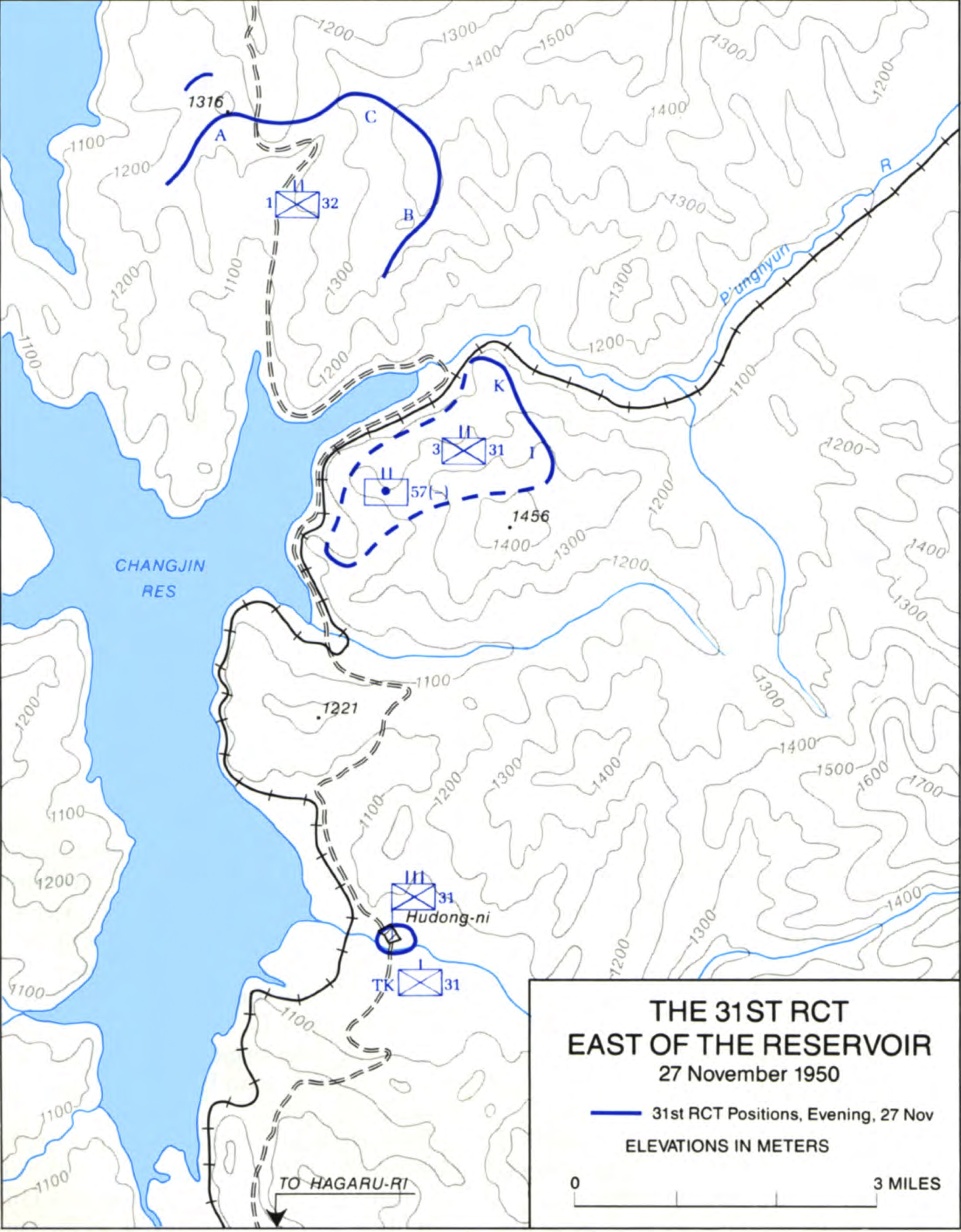
長津湖以東戰事地圖

第31團級作戰隊（RCT-31）是为保护向武坪里进攻的海军陆战队右翼而由美軍第7步兵師临时组建的团级作戰队，戰后被称为“费斯特遣队”。团级作戰队是美军在二战与韩战中的一种基础部署单位，类似于二战德军的战斗群，通常由一个步兵团与数个战斗支援单位组成。团级作戰队可根据任务需要扩大或缩小其编制。开战前，第31团级作戰队零散地分別部署，其主要单位分别在新兴里北部山区，新兴里以西的入湖口和新兴里南面的后浦镇等不同的地方。中国人民志愿军坚信第31团级作戰队是一个加强团，但由于第7步兵师的主力分散在朝鲜东北部，第31團級作戰隊实际上缺了一个营的兵力，美軍人數約2,500人，剛入伍的附編韓軍人數不詳，有說約700人，有說約1,500人。
在長津湖東面，於11月27日深夜，中國人民志願軍第80師及第81師的3個團偷襲北部山区和入湖口地区，圍困第31團級作戰隊；第2天，志願軍總司令命令第81師其餘部隊南下長津湖東面增援，並留下第94師作為預備隊（這些單位原本在途中於下碣隅里發動遊擊戰）。第31團級作戰隊所轄美軍第32步兵团第1营由於人數上處於劣勢，又遭到連續不斷的攻擊，在新兴里以北遭遇重大伤亡，同时在入湖口的美軍第57野战砲兵营和第31步兵團第3营也几乎被击溃。志愿军将第81师第242团派往1221高地，这是个控制着新兴里和后浦之间公路的未设防高地。在夜里的战事结束时，第31团级作戰队已经被分割为三个部分。由于相信入湖口守军已被消灭，志願軍停止进攻，开始接收美军阵地的食品和衣物。11月28日，美軍第31步兵团第3营在入湖口对發動攻勢的志愿军第239团实施了反击，導致志愿军遭到慘重损失；在此戰役中，美軍指揮官麥克萊恩上校於11月29日中彈後失蹤。接任指揮官的費斯中校於撤退時遭遇伏擊，但仍率領聯合國軍攻下1221高地大部分地域，費斯中校因此功勳獲追頒美軍最高榮譽的榮譽勳章。9名第31團的士兵被授與傑出服役十字勳章，這是美國陸軍第二殊榮之獎章。
11月28日下午，阿尔蒙德將軍飞到第31团级作戰队防御圈，相信在後浦的31團第2營和戰車連抵達後（此二單位因故到戰役結束都未與作戰隊會合），作戰队有足够的兵力开始向北进攻，能击败任何他们遇到的志願軍“残部”。阿尔蒙德命令第31团级作戰队继续向北推进，并给作戰隊中的三位军官颁发了银星勳章。第32步兵团第1营營長费斯厌恶地把他的勳章扔到了雪地裡。
11月28日夜里，志愿军第80师以3个团重新进攻。在入湖口处，由于联络中断，志願軍的进攻成为一场灾难，美軍第57野战砲兵营防空砲的压倒性火力成批地横扫了志願軍。在此战斗以后，志愿军第238和第239团一共只剩下不到600名士兵。另一方面，由于志愿军第240团的进攻，麦克莱恩被迫下令从北部山区向入湖口撤退。11月29日，美軍第32團第1营（隸屬於第31團級作戰隊，營長為費斯中校）成功突破志願軍的封锁抵达入湖口处，但作戰隊指揮官麦克莱恩却因为误将志願軍当成他的部下而失踪 。志願軍最后在11月29日夜停止了进攻，等待新的增援部队。
在第31团级作戰队遭到围攻时，阿尔蒙德將軍最终命令第1陆战师从下碣隅里突围去营救第31团级作戰队，但這是个第1陸戰師師長史密斯將軍無力達成的命令。只有第31步兵團團屬戰車连发动了对1221高地的攻击，尝试营救第31团级作戰队，但由于没有步兵支援，28日和29日的两次装甲进攻均因道路湿滑、地形不利和受到志願軍步兵的近距离打击而受阻。而原本已於11月29日佔領後浦的聯合國軍部隊及戰車，在11月30日為了增強下碣隅里的防禦而奉命撤出後浦，這個放棄後浦的命令導致第31团级作戰队的餘部完全被中国人民志願軍圍困。
11月30日，美軍第7步兵師師長巴大维少将飞临新兴里入湖口，会见了第31团级作戰队當時的指挥官费斯中校。费斯表达了突围的困难，特別是撤走作戰队的500名伤员。在同一天，志愿军第94师抵达战场，以增援志願軍第80师。到了午夜，志願軍以4个团重新发起进攻，第80师师长詹大南命令在拂晓前彻底歼灭第31团级作戰队，第57野戰砲兵营的防空砲再次使志願軍陷入绝境，但第57野戰砲兵营也几乎用光了砲弹。到了12月1日白晝，费斯中校终於下令第31团级作戰队从新兴里突围撤向下碣隅里。
12月1日，一旦天气允许陸戰隊第一航空聯隊提供空中掩护，美军立即开始突围。在美军组成护卫队准备离开防御圈时，志願軍第241团立即蜂拥杀入美军陣地，志願軍其他3个团也包抄过来。執行掩护任務的美軍飞机不得不向第31團級作戰队的前方不远处投掷凝固汽油弹，这对雙方士兵都造成了伤亡。猛烈轰炸的结果扫平了欲實施阻击的志願軍部隊，使得美軍护卫队得以前进。在第31團級作戰队的前锋開路前进时，志願軍密集的轻武器火力使得许多負責後衛的美軍士兵放弃保护卡车车队，而到公路下边寻求掩护。志願军的火力也對美軍卡车里的人員造成傷亡，包括了那些把駕車工作看成是自杀的卡车駕駛兵们。护卫队在下午晚些时候渐渐靠近了1221高地下面的一个路障。几支小部队尝试肅清1221高地，但在佔领了一部分高地后，部分美軍士兵並未回到队伍中，而是一直逃向冰冻的湖面。在费斯中校亲自率队攻击路障时，他被志願军的手榴弹破片击中，后来伤重不治。护卫队成功攻破第一个路障，但在到达位于後浦的第二个路障的时候，第31團級作戰队在志願军的攻击下溃散。步兵第7师第31團級作戰队於12月1日突圍後，美軍報告原編制的2,500人只剩下1,050人，其中385人還能戰鬥，編成一個臨時營，隨美國海軍陸戰隊第1師繼續突圍。

### 下碣隅里周边战事

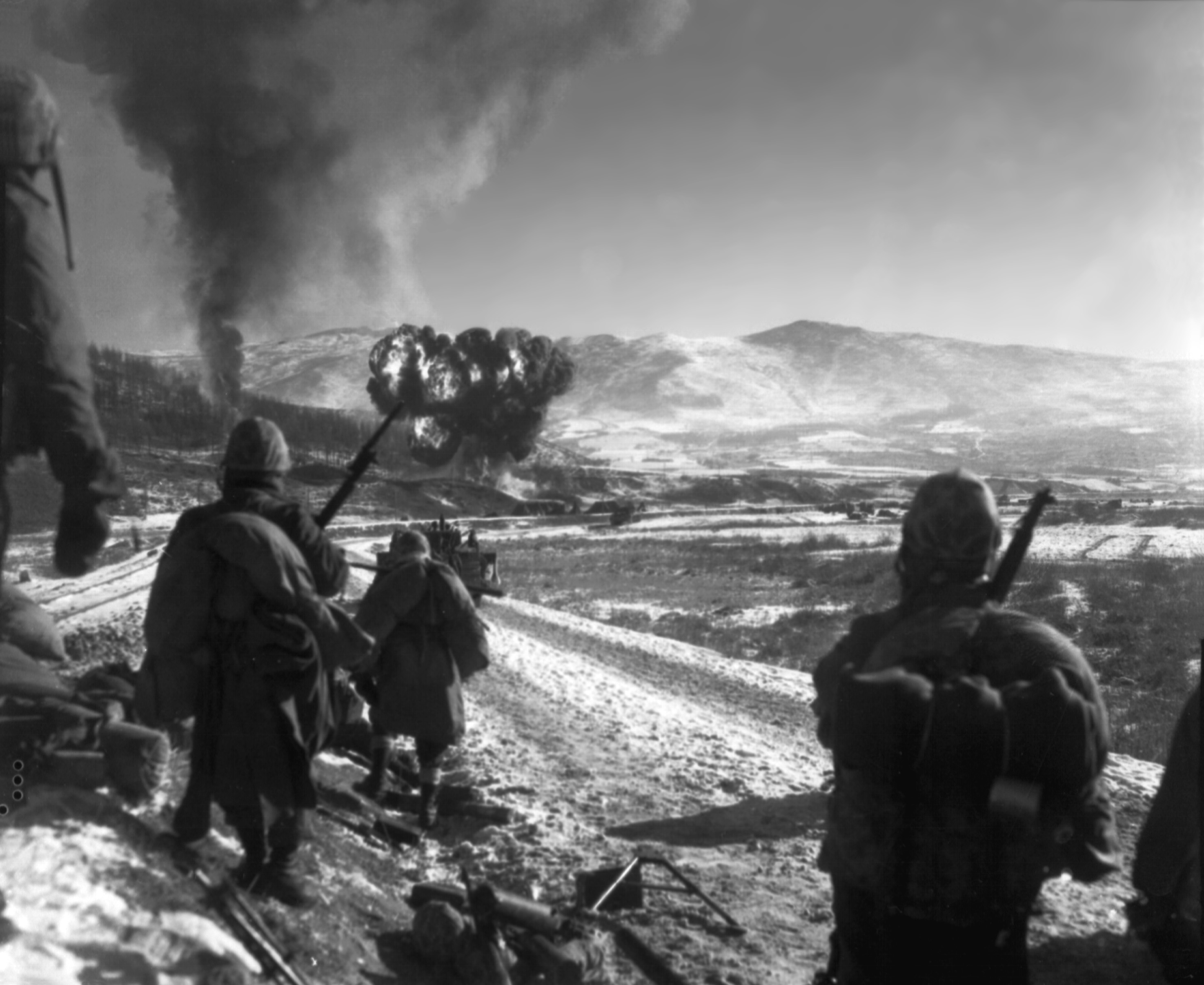
F4U海盜式戰鬥機向志愿军阵地投掷凝固汽油弹

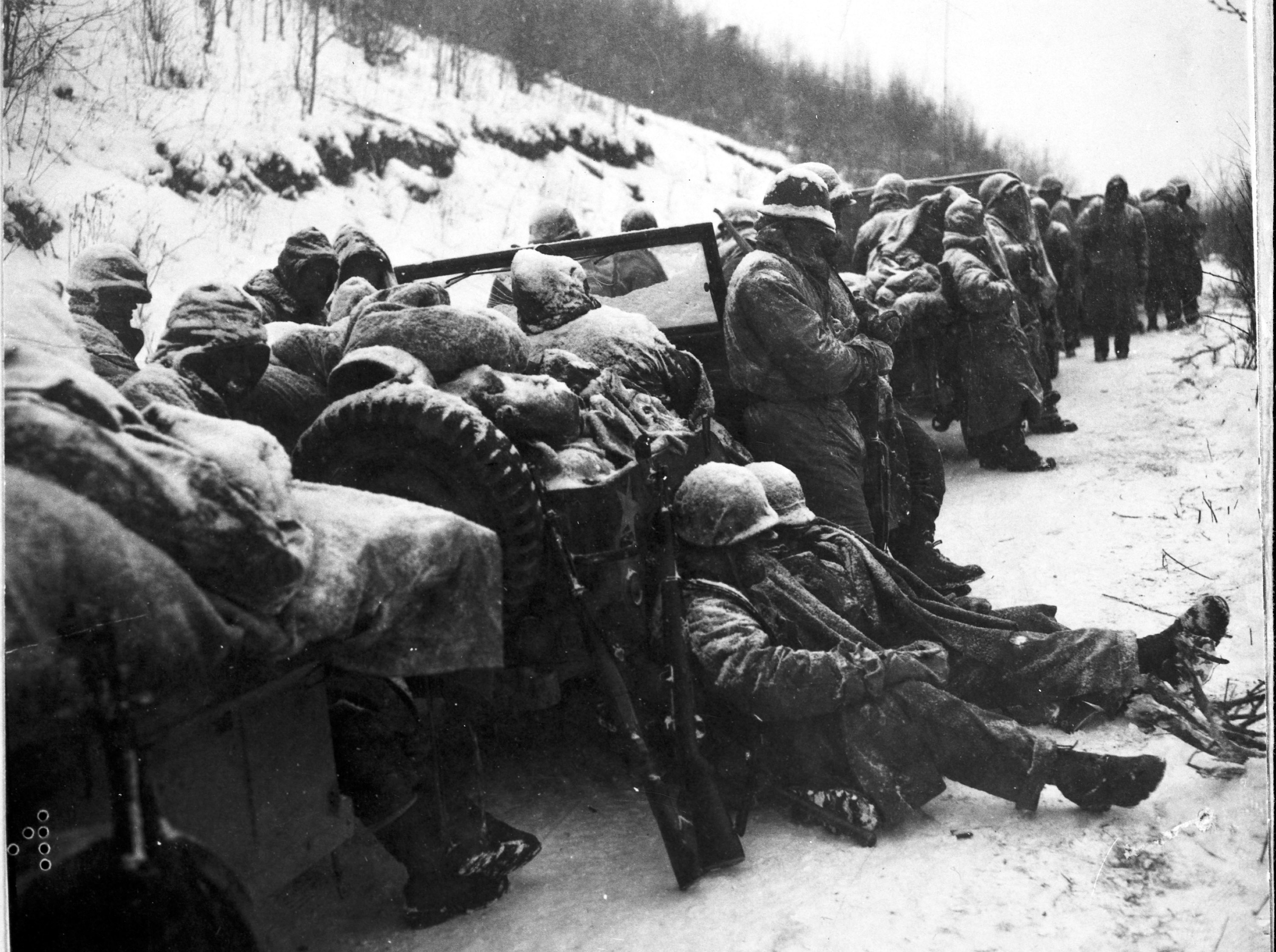
在戰鬥暫停期間，海軍陸戰隊正在車隊旁邊休息

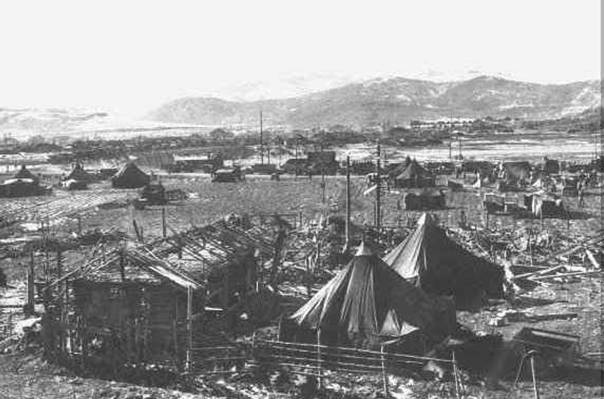
下碣隅里的空中支援指挥中心

1950年11月中，大約300名隸屬英國皇家海軍陸戰隊第41獨立突擊隊的士兵在萊斯戴爾中校指揮下，被配屬在美國海軍陸戰隊第1師中，這是美國及英國的海軍陸戰隊史上第二次共同作戰（第一次是在義和團運動）。
为了支援海军陆战队向武坪里的进攻，下碣隅里成为美军一个重要的补给站，並修建了一个机场。第1陆战师師長史密斯將軍的指挥部也設在下碣隅里。因为第1陆战师的主力集结在柳潭里，下碣隅里只有第1和第7陆战团的2个营負責防禦，驻军的其余部分由来自于陆军和海军陆战队的一些工兵和后勤支援单位组成。
志願军最初的计畫要求第58师在11月27日夜里向下碣隅里发起攻击，但该师因使用过时的日本地图，在野外中迷路了。直到11月28日拂晓以后，第58师才到达下碣隅里。同时，由于前一夜发生的战斗和伏击，下碣隅里的守军發現了周围的志願军。第1陆战团第3营指挥官里奇判斷志願军将在11月28日夜里展開进攻。美軍因为士兵不足，几乎所有的人員都被派上前线，包括战斗训练很少的后勤部队，并在21：30之前进入高度戒备状态。

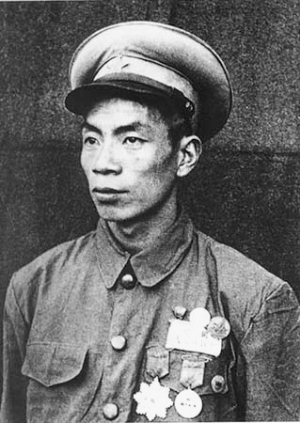
志愿军第20军第58师第172团第3连连长杨根思，他是志愿军在朝鲜战争中仅有的两名特级英雄之一（另一名是黄继光）

过了不久，志愿军第173团在美軍防禦圈的西侧和南侧发起攻击，第172团同时攻击防禦圈北侧的高地。志愿军在防禦阵地上打开几个缺口，並到达阵地后方。但这却导致了混乱，起因是志愿军的纪律崩溃，士兵开始哄抢食品和衣物，而不是扩大战果。防守的美军在反击後成功摧毁了志愿军突入部隊，趁志愿军各团之间联络中断堵住了防線缺口。当战斗結束的时候，志愿军只取得北部防禦圈的东高地。
當時英國皇家海軍陸戰隊第41獨立突擊隊正與由普勒指揮的美國海軍陸戰隊第1團在一起，11月29日早上，由于下碣隅里兵力的极其短缺，美國海軍陸戰隊第1師師長奧利弗·史密斯將軍命令普勒从古土里向北派出1支戰鬥隊打通古土里與下碣隅里之間的道路。當時海軍陸戰隊第1師的主力已集結在下碣隅里，戰鬥隊包括萊斯戴爾中校指揮的英國皇家海軍陸戰隊第41突擊隊、美國海軍陸戰隊第1團第3營B連、美國陸軍第31步兵團B連及數個總部和支援單位，戰鬥隊共有921名士兵和141部車輛。该戰鬥队因其指挥官为萊斯戴爾中校而被称之为「萊斯戴爾特遣队」，萊斯戴爾中校也是英國皇家海軍陸戰隊第41獨立突擊隊的指挥官。史密斯將軍命令萊斯戴爾中校說：「把所有力量投入突破行動。」萊斯戴爾回答說：「很好，我們將上演一場好戲。」他傳令部下要冒著砲火朝向下碣隅里前進。
萊斯戴爾特遣隊在11月29日早上9時30分開始打通交通線的行動，从古土里出發向北往下碣隅里推进，由於志愿军第60师的連續阻擊，萊斯戴爾特遣隊到下午4時30分才向目的地推進了一半的距離。在长津郡下碣隅里外围1071.1高地东南小高岭的作战中，志愿军第20军第58师第172团第3连连长杨根思指挥部下击退美军多次进攻。在耗尽弹药、官兵只剩他一人的情况下，杨根思怀抱炸药與进攻高地的美军士兵同归于尽。志愿军在日後被稱作「地獄火峽谷」這條道路伏擊美軍，將美軍分割成幾個部分，美軍在此地被包圍、孤立並失去無線電通訊聯繫。随着志願軍攻击线的拉长，萊斯戴爾特遣隊开始混乱起来，其後一辆卡车被击毁，導致特遣隊被分割成两段。戰鬥队的前半部分成功打开道路於11月29日夜裡进入下碣隅里，但后半部分被歼灭。特遣隊遭受159人负伤162人阵亡或失踪的损失，但还是為下碣隅里的防御带来了300个急需的步兵增援。在美軍第1戰車團D連的支援下，萊斯戴爾中校終於在下碣隅里與海軍陸戰隊第1師會合；當時1名亦叫萊斯戴爾的傷兵走入指揮部宣佈：「第41突擊隊的任務已完成。」但實際上並非如此，大約400名萊斯戴爾特遣隊的官兵仍被困在地獄火峽谷，他們與主要部隊失去無線電通聯並被中国人民志願軍包圍。其後這群官兵在保姆上尉的領導下終於突圍成功，保姆上尉獲頒勳章，是長津湖戰役中11位受勳者的其中一人。
萊斯戴爾特遣隊中遭到包圍的部隊包括60名英軍皇家海軍陸戰隊員、美國陸軍第31步兵團第1營B連、海軍陸戰隊所屬指揮部及支援單位，他們被分割為4部分，其中一部分士兵陣亡、受傷或被俘，一小部分士兵突破中国人民志願軍的封鎖撤出回到古土里；入夜後，第31步兵團第1營B連在安達臣中校指揮下組成環形防線及重整部隊。至次日（11月30日）上午，安達臣中校接到撤退命令，他指揮部隊安全撤回到古土里。
為數921人的萊斯戴爾特遣隊，大約300人到達下碣隅里，300人陣亡或受傷，約135人被俘，其餘的撤回古土里，141部車輛當中有75輛遭擊毀，其中一部分無法修復，海軍陸戰隊第一師師長史密斯將軍認為取得局部勝利，因為這次行動成功地將300名士兵及1個戰車連送到下碣隅里增強防守力量。

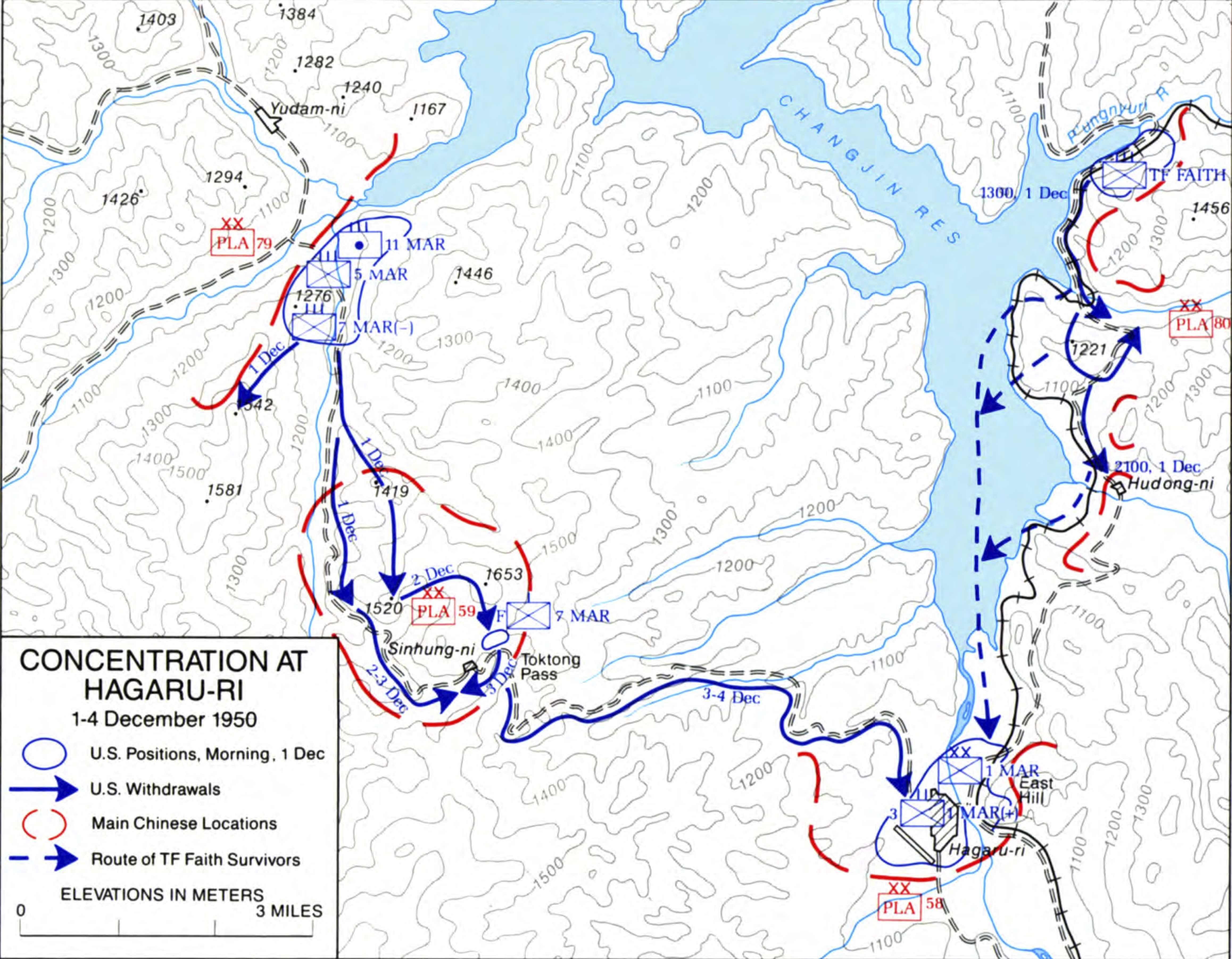
联合国军向下碣隅里收縮兵力，準備撤退

11月29日晚上，志願軍集結準備進攻下碣隅里，但在行动之前，集结的志願軍被陆战队第542夜间战斗机中队的空袭击垮。

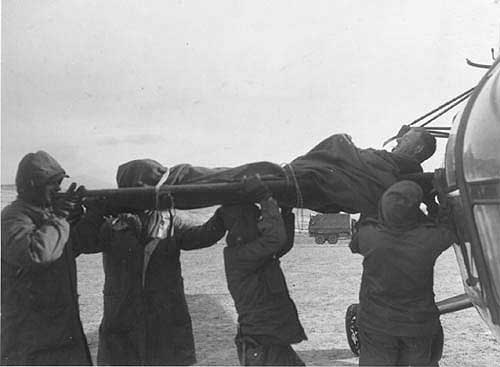
由陆战队第6侦察中队的HO3S-1直升机撤出的陆战队伤员

11月30日，第7步兵师师长巴大维少将飞往新兴里并会见费斯中校，他接管了RCT-31的指挥权，费斯表达了突围的困难，尤其是RCT-31还有约500名伤员。由于更多来自後浦的增援在11月30日到达，守军企图夺回东高地。儘管殲滅了守卫该高地的志愿军60师178团3连，但下碣隅里聯合國守軍奪回東高地的所有努力全都失败了。当夜幕降临，志願軍第58师集结了剩下的1,500名士兵为夺取下碣隅里作最後一搏。但實力業已增强的守军消灭了大部分的进攻部队，只剩下东高地周围的阵地尚未被守軍奪回。志愿军再次尝试从东高地進攻，但被美軍第31步兵团的戰車连击败。
到12月1日，志愿军第58师实际上已無戰力，其残部在等待第26军的增援。但让宋时轮最感到懊恼的，就是第26军并没有在美軍陆战队从柳潭里成功突围之前到达，其中尤以第26军第88师的师长吴大林擅自决定将出发时间延迟了15个小时最为致命。隨著机场在12月1日開始運作，联合国军得以获得增援以及撤走死者和伤员。當柳潭里的美軍陆战队员于12月4日完成撤离，向下碣隅里收縮的联合国军终于可以开始向兴南港突围了。

### 聯軍突围

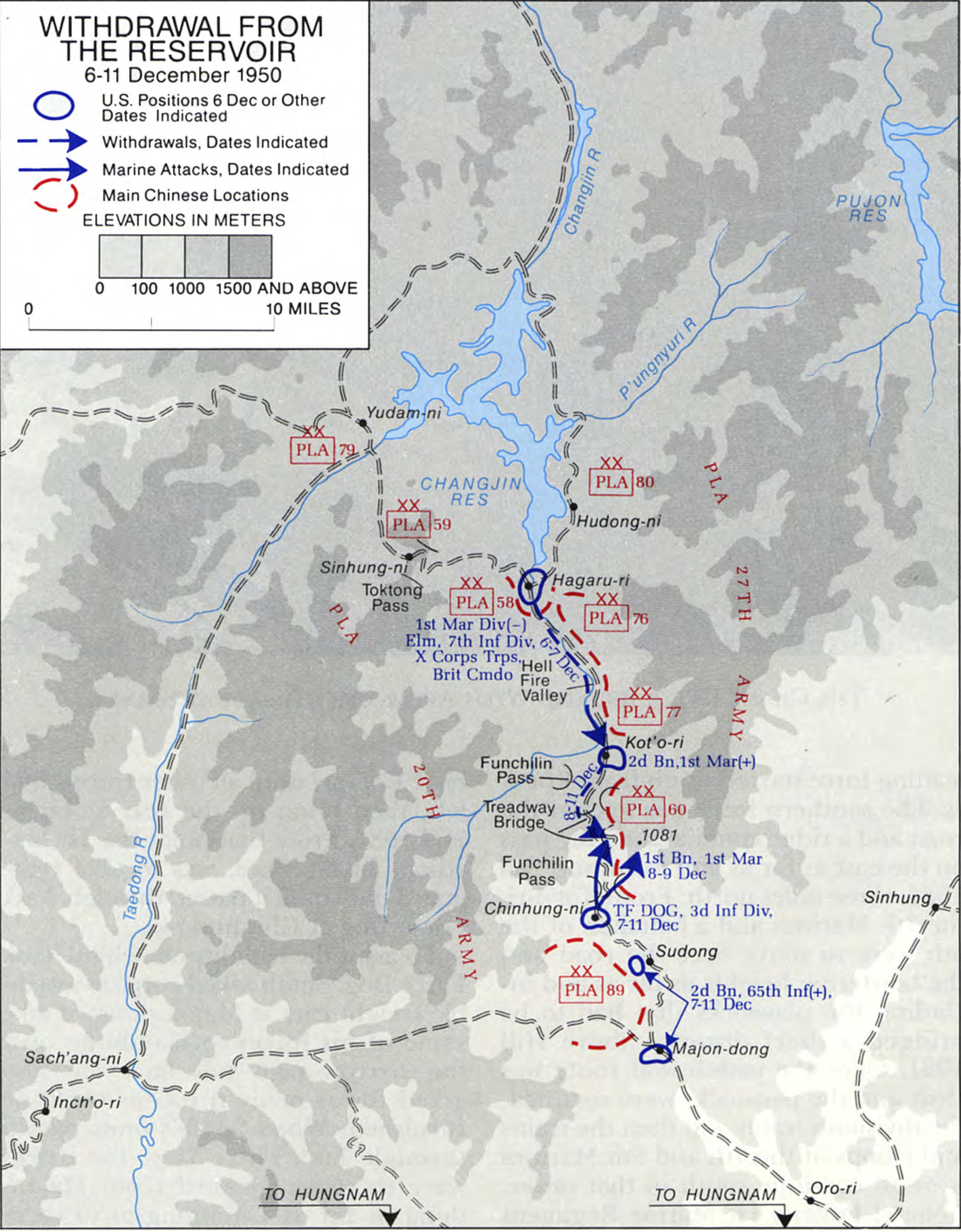
聯合國軍從長津湖突围，撤退示意圖

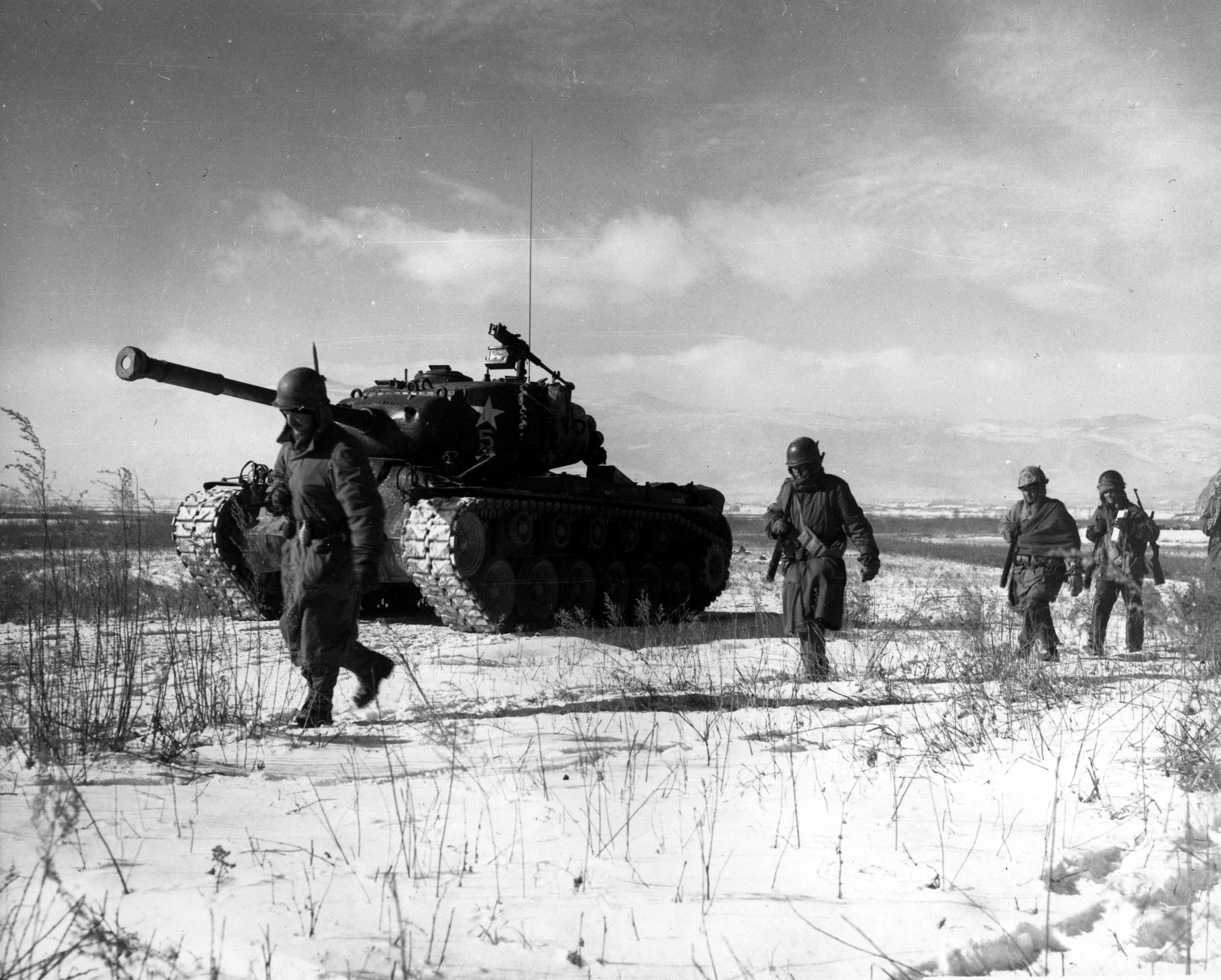
一队美国海軍陸戰隊第1師的士兵正在突破中國人民志愿軍的长津湖包围圈

12月5日，遠東空軍作戰貨運司令藤納將軍飛抵下碣隅里，提議用空運將部隊與小型車輛撤走，可以減少部隊損失，但史密斯拒絕了，決定從陸上突圍，如此可以帶走大部分裝備，包括1400輛車輛，只要求空運傷員。聯合國軍经过短暂的休息，於12月6日开始突围，突圍部队以美軍第7陆战团为前锋，第5陆战团为後衛。志愿军第26军同时抵达下碣隅里，其76师和77师替换了第58师和第60师。美軍第7陆战团從下碣隅里南面向志願軍第76师推进时，第5陆战团接管了防御圈，并从志願軍第76师手中夺回了东高地。志愿军为阻止聯合國軍突围而作最后努力，又恢复了惯用的夜襲，第76師、第77师对下碣隅里防御圈發動了全面的夜間进攻。聯合國軍最终击退了來襲的志愿军。
同时，美軍第7陆战团夺取了公路周围的高地，打通了下碣隅里和古土里之间的公路。但只要美軍陆战队员一离开，志願軍第77师立即回到两侧山峰并攻击聯合國軍撤退队伍。混战在撤退队伍中爆发，撤退进展极其缓慢。此際美國海军陆战队的夜间战斗机再次壓制志愿军，大部分阻击的志願軍部队在战斗中被殲滅。12月7日，聯合國軍撤退队伍成功抵达古土里，掩護的後衛部隊也於当夜抵达。這兩天陸戰隊第一航空聯隊共出動240架次支援第10軍；海軍艦載機出動245架次，主要是密接空中支援；第五航空隊出動83架次，主要是空投。當晚九點多天空出現明星，預兆天氣從風雪轉晴，空軍可進行空投與地面支援，使联合国军士氣大振。

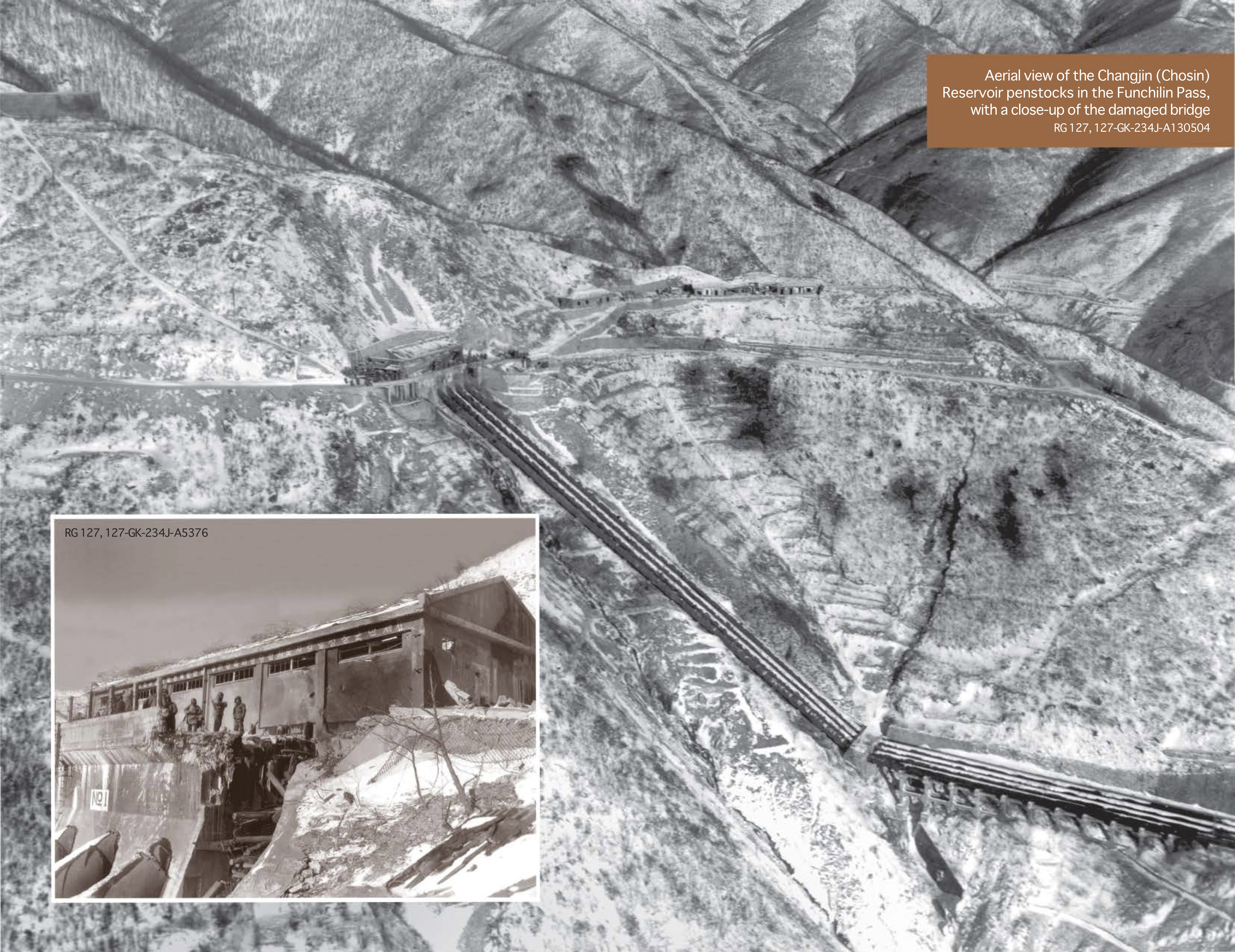
鳥瞰黃草嶺水電站。插圖是被炸斷的水電站水門橋

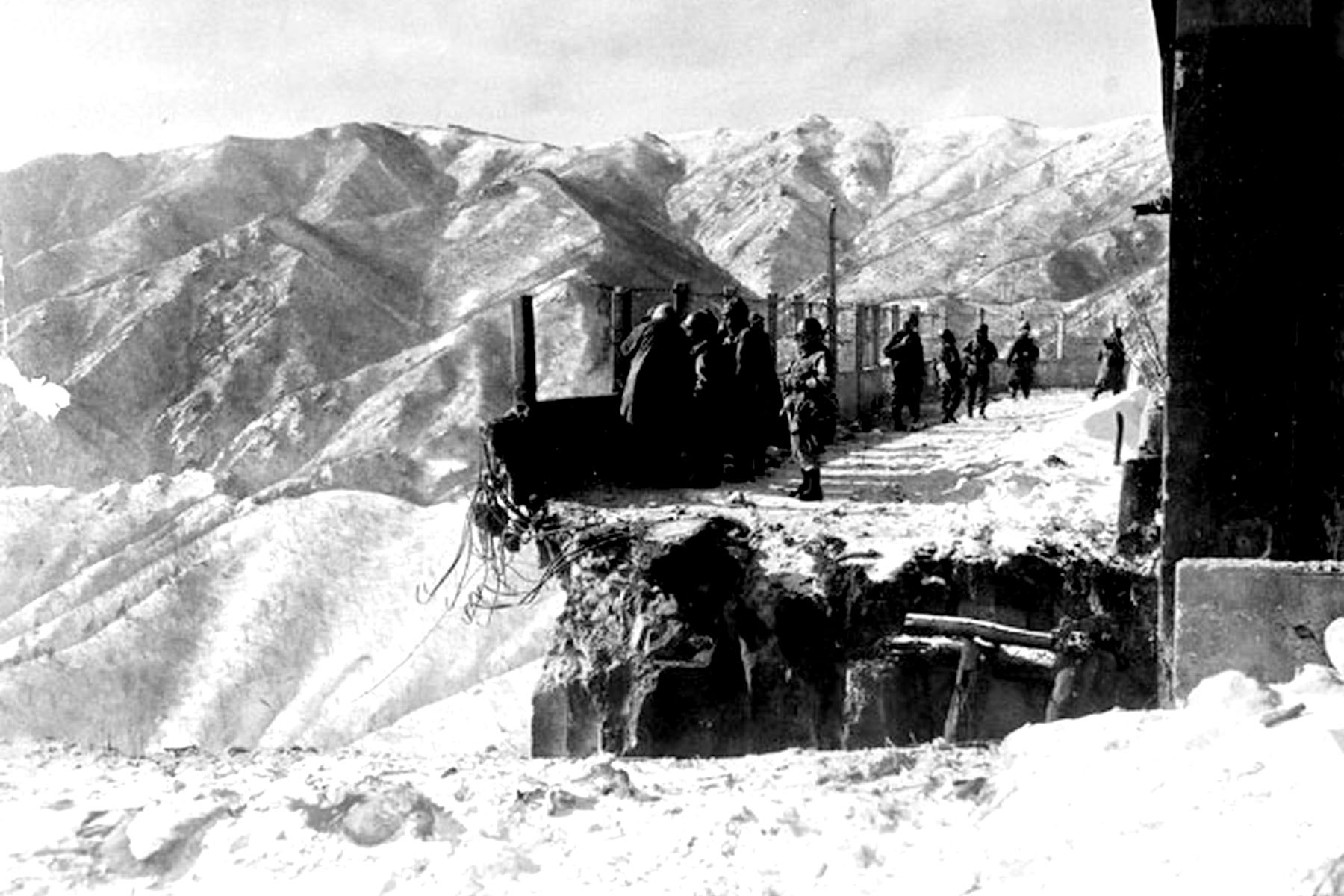
近看被炸斷的水門橋

下碣隅里的志願軍第26军失败后，志愿军高层命令第26军和第27军追击撤退的联合国军，第20军堵截撤退路线。但由于第20军大部已经在柳潭里和下碣隅里被消滅，在古土里与兴南之间的部队只有第58師和第60师的残部。在绝望中，宋时轮命令第20军在黃草岭山口築壕据守，同时炸掉唯一退路上的水門橋，希望这些地形因素和障碍能让第26军和第27军追上撤退的联合国军。佔据1081高地的志愿军第180团连续炸毁了原来的水泥桥和两个临时替代桥，确信其无法修复。美軍第1陆战团第1营反擊，从南面攻击1081高地，于12月9日全殲守军，成功佔领了该高地。与此同时，美軍第7陆战团和第31团级作戰队餘部从北面进攻水門橋，他們只遭遇到已经冻僵在散兵坑中的志願軍部隊。
由于通向兴南的水門橋被炸断，美國第314運兵機大隊在7日用8架C-119运输机空投8个M2型車轍橋组件。每個组件长18英尺（5.5米），重2,900磅（1,300），使用2个48英尺（15米）降落伞。美國陸戰隊第1師工兵營和陆军第58工兵車轍橋连在12月9日下午5時前用其中的4套钢梁及木制车辙板组装成一座車轍橋，使聯合國軍得以通过。志愿军第58师和第60师经过几周的连续作战，加起来只剩下200名士兵，仍然发动伏击和突袭，试图阻滞聯合國軍的推进。為了避免坦克故障阻塞道路，史密斯命令坦克殿後。40餘輛殿後坦克中倒數第9輛煞車鎖死擋住了路，在志願軍襲擊下放棄7輛，餘下2輛坦克于12月11日凌晨過橋，隨後工兵炸毀了車轍橋。後衛的Robert D. DeMott從昏迷醒轉後，與難民一起通過炸毀的車轍橋旁的水門屋撤退，成為最後離開长津湖的陸戰隊員。
突围最后的战斗是志愿军第89师在水洞的一次伏击，被美軍第3步兵师的道格特遣队轻松击退。突围的聯合國軍部队于12月11日21时0分全部抵达兴南防御圈。

## 興南撤退

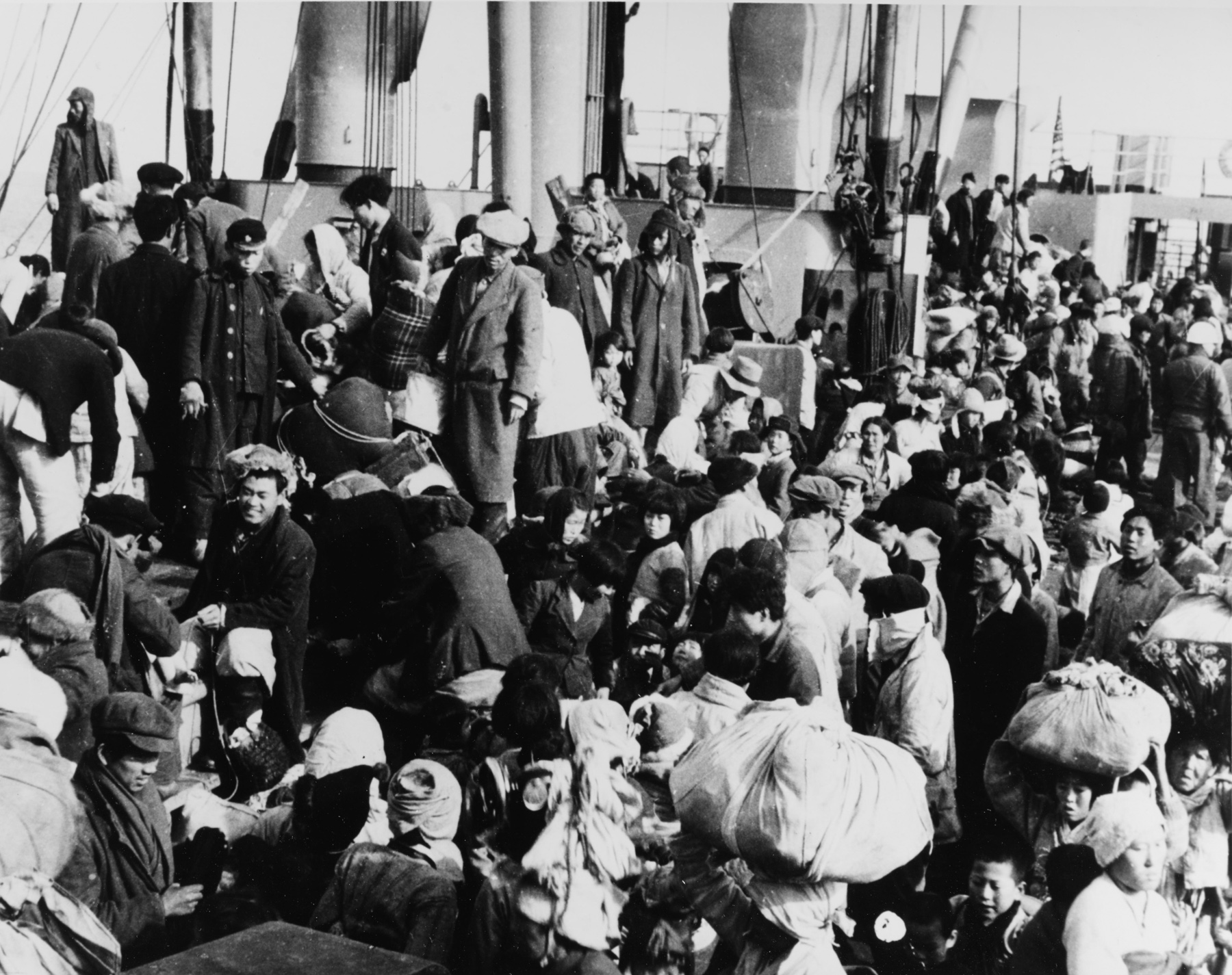
梅雷迪思号上的难民

在联合国军到达兴南之前，麦克阿瑟已经於12月8日下令撤走美国第10军，以增援那时已筋疲力竭并快速撤向38线的美军第8军团。按照麥克阿瑟的命令，韩国第1军、韩国第1陆战团、美国第3步兵师和美国第7步兵师已经在港口周围佈置了防禦阵地。追击的志愿军第27军與美国第7步兵团、第17步兵团和第65步兵团之间发生了一些小规模的战斗，但已遭受重创的志願軍第九兵团面对来自美国海军第90特遣舰队的强大海上火力，根本无法靠近兴南防御圈。在被美国历史学家称为「美国军事史上最伟大的海上撤退行动」當中，一支有193艘船艦的舰队在興南港口组成，不仅撤走了联合国军官兵，也包括他们的重装备，还有朝鲜难民98,000人。一艘美國商船隊所屬的“梅雷迪思号”胜利轮撤走了14,000名难民，韓國第19任總統文在寅的父母也在船上。最后一个联合国军单位在12月24日14时36分离开，为防止中國人民志願軍和朝鮮人民軍使用，興南港口被摧毁。志愿军第27军在12月25日上午进入兴南。
在撤退中，美軍或發動攻擊以破壞志愿军的封鎖線及山頭陣地，或處在志愿軍的猛攻之下，零度以下的氣溫亦增加美軍的傷亡，但美軍握有制空權，美國海軍、海軍陸戰隊及空軍轟炸機每天飛行數百架次猛烈攻擊包圍的志愿軍，在行動中超過4,000名傷兵被後送。
早在12月中旬，美國第8軍團就已撤離朝鮮半島的西北部，而在12月24日，隨著聯合國軍隊全部從興南港撤出，幾個月內三八線以北再無聯合國軍的據點。

## 圖集

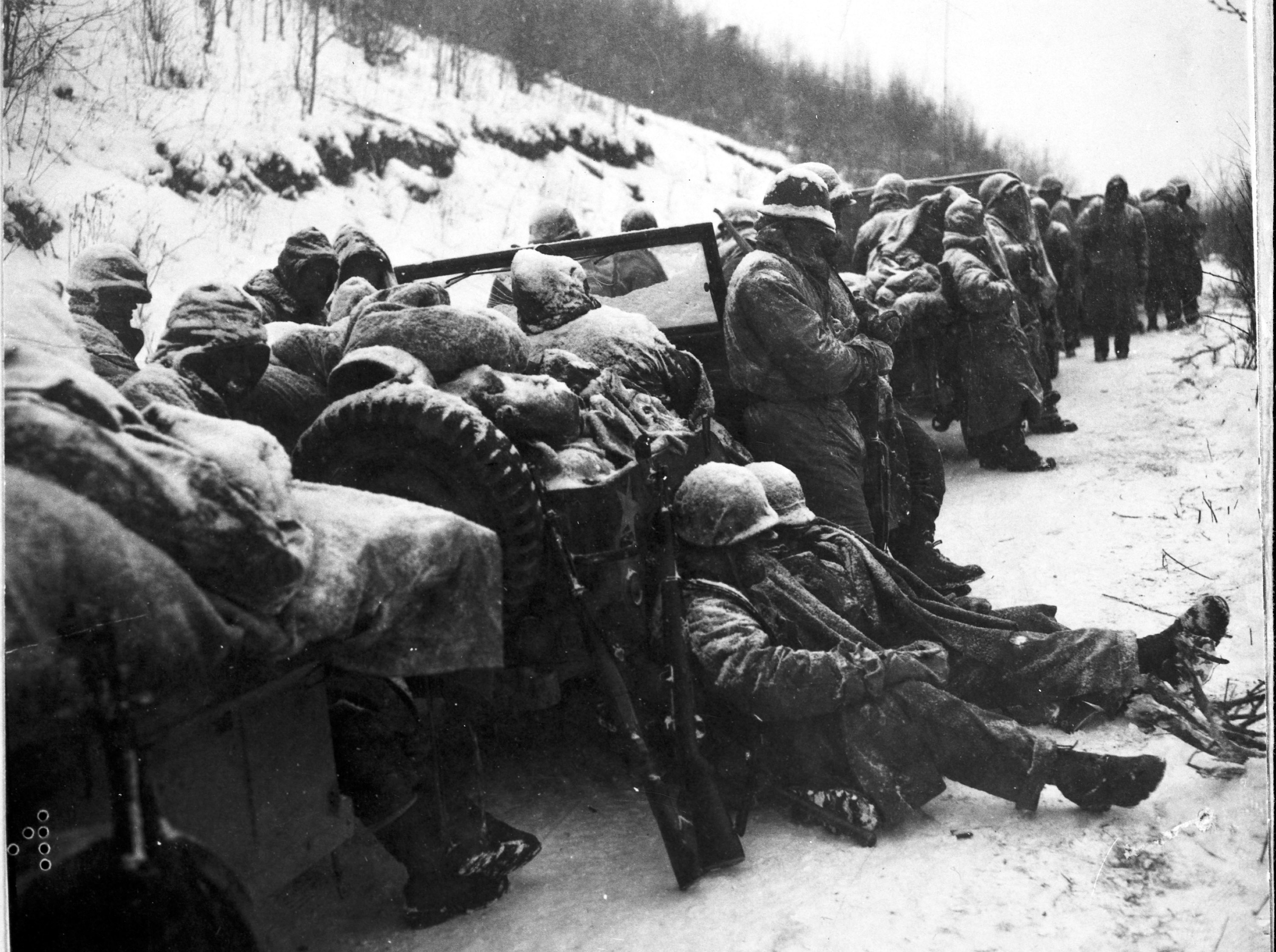
在戰鬥暫停期間，海軍陸戰隊正在車隊旁邊休息
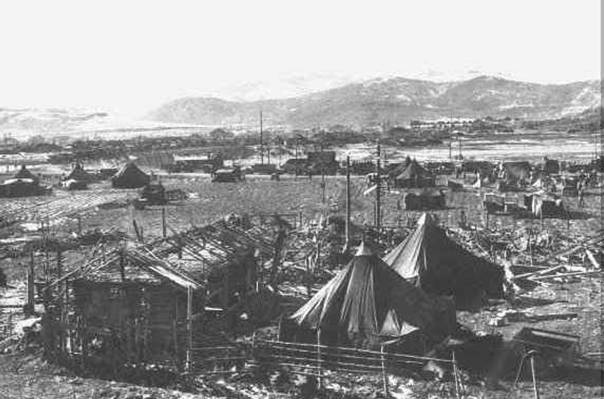
下碣隅里的空中支援指挥中心（英语：Direct Air Support Center）
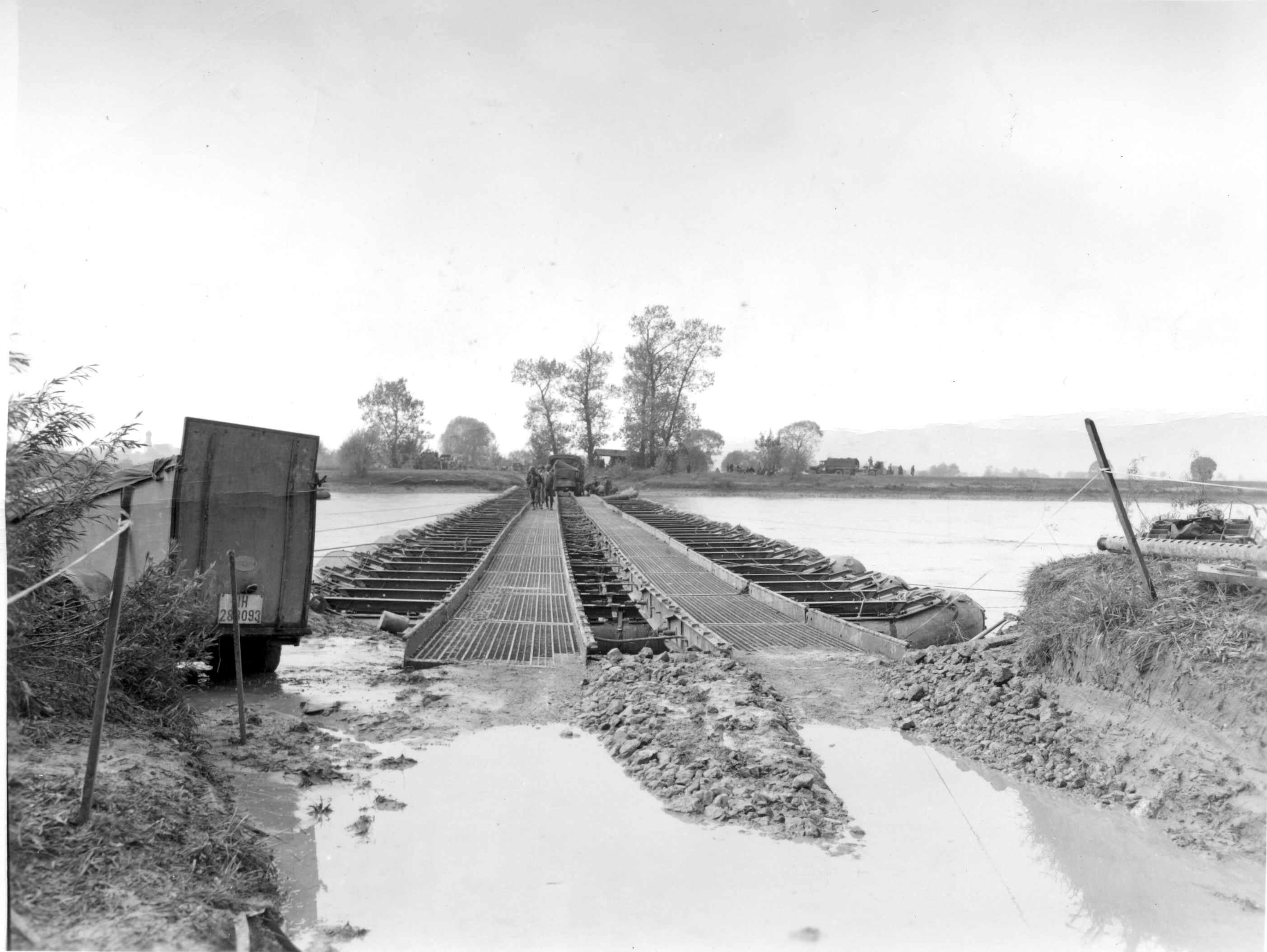
二戰時的M2型車轍橋
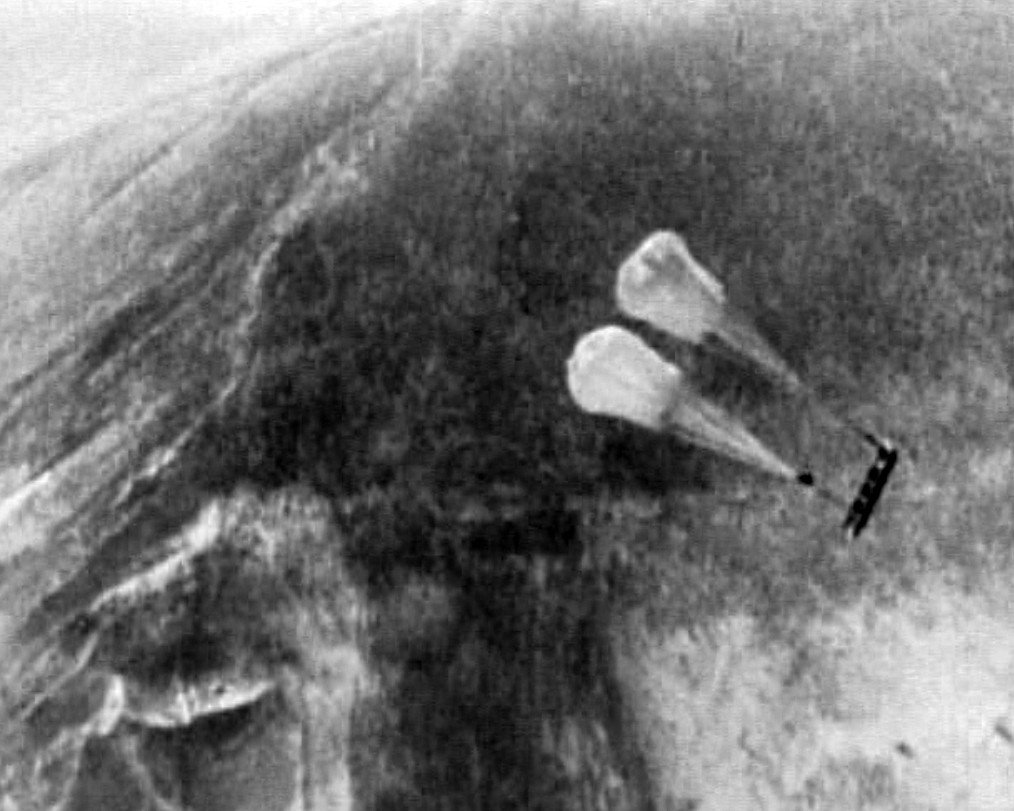
空投的M2型車轍橋
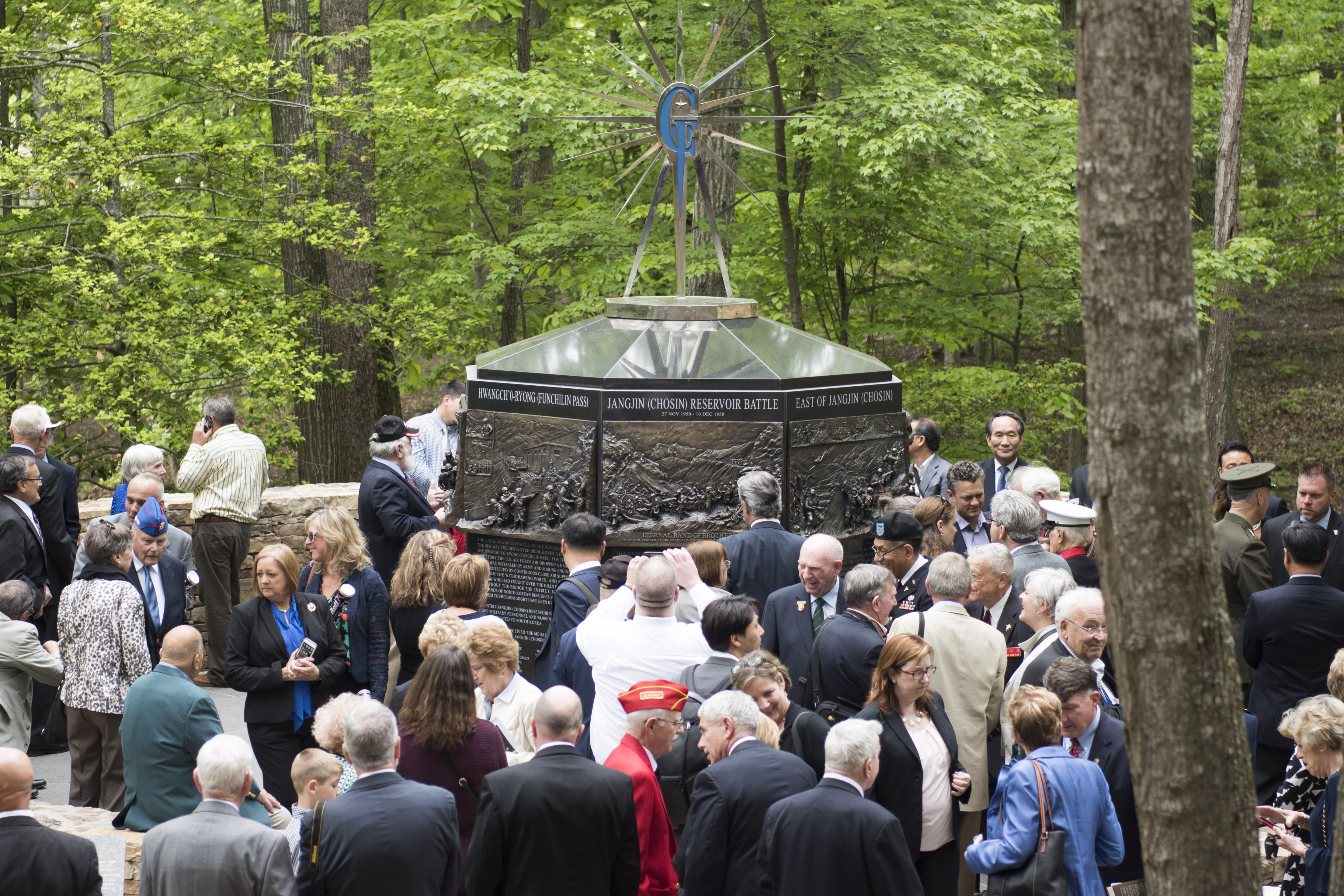
長津精英戰役紀念碑，左為黃草嶺水門橋。
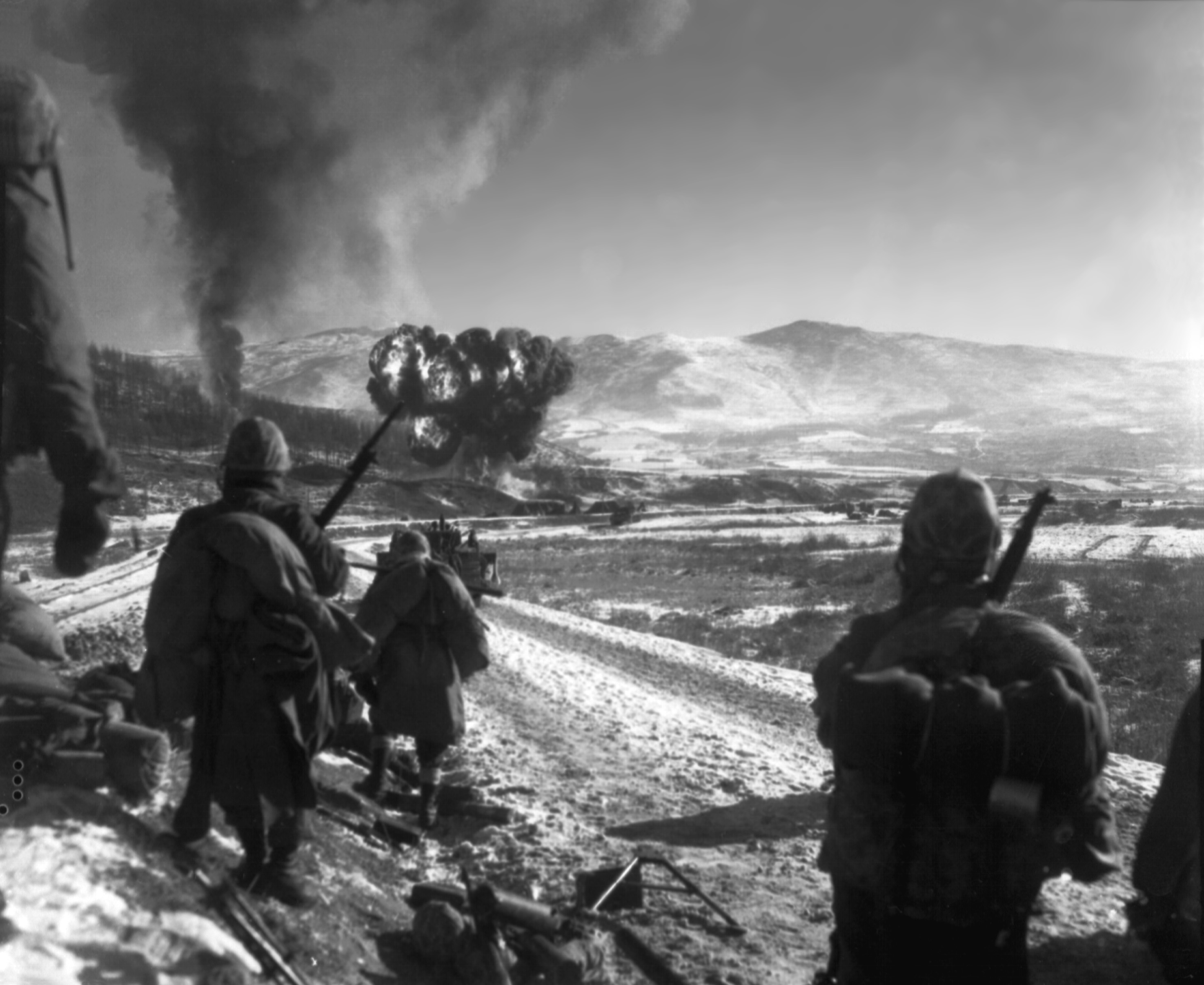
F4U海盜式戰鬥機向中方阵地投掷凝固汽油弹。
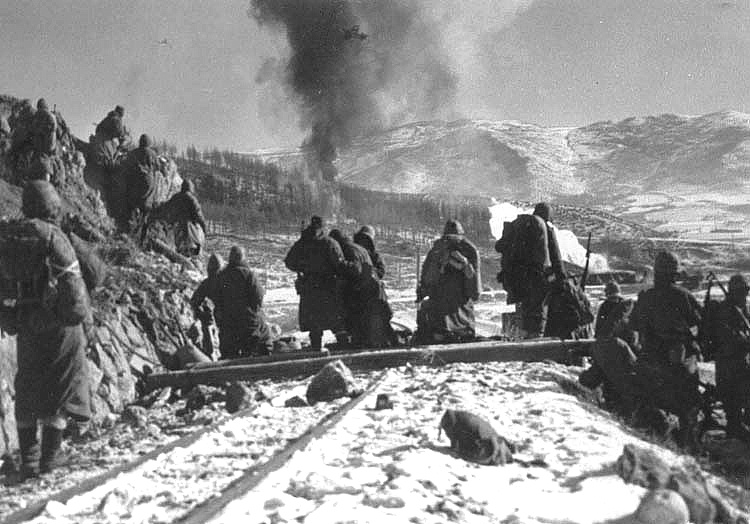
海軍陸戰隊士兵看見F4U海盜式戰鬥機向中方陣地投下凝固汽油彈
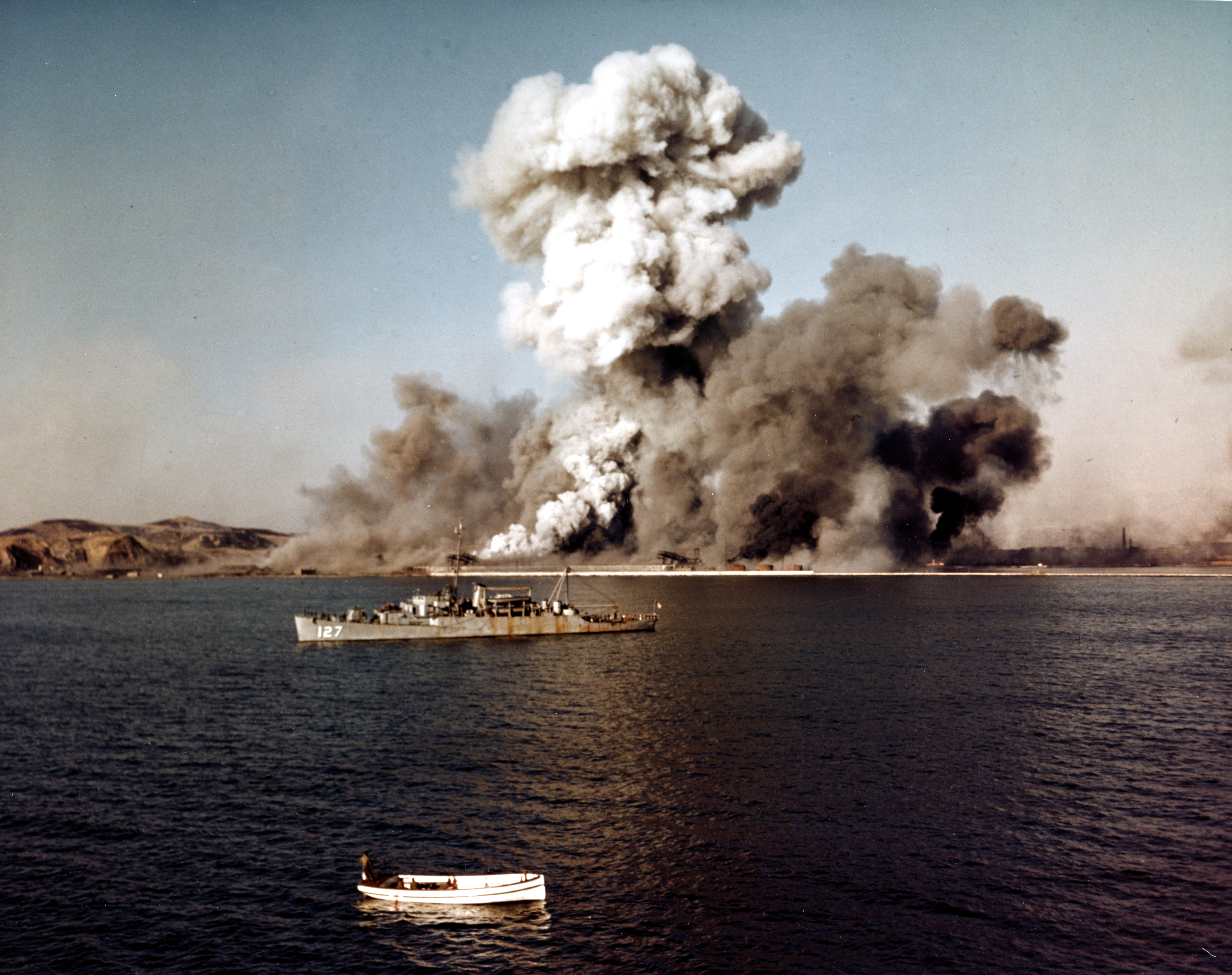
1950年12月24日，伯格爾號高速運輸艦（英语：USS Begor）在興南港外準備接運聯合國軍最後一艘登陸艇，背景的港口設施正遭爆破

## 總結
中国人民志愿军阻止了聯合國軍的“圣诞节”攻勢，但也付出了极大的伤亡代价。美国陆军第十军得以较为完整地撤退，而且運走了近10萬難民。經此役後，美軍從原先占領朝鮮的攻勢戰略，自长津湖战役便戛然而止，演變成突破中国人民志願軍的包圍，以確保能成功安全後撤。美軍戰略撤退，中國人民志願軍和朝鮮人民軍則收復包括咸鏡道在內的朝鮮半島東北部所有區域。
长津湖战役后，中央人民政府人民革命军事委员会主席毛泽东给二十军全体指战员发了一封电报，总结道：
宋时轮，陶勇及二十军全体指战员：
看到东线战斗的报告，我的心情也极度的沉重，东线伤亡4万多人，其中冻死冻伤就有3万多人，教训惨痛啊！大伤了我们的元气。
九兵团久居江南，一切战备训练都是解放台湾，现在却来到风雪连天的高寒地区去打仗，先前没有任何准备。另外，朝鲜军情十分紧急，部队在开往东北的火车上才得到通知入朝，没来得及换冬装就直接渡过鸭绿江。志愿军九兵团将士始终在作战中保持了大无畏的英雄气概、显示了超出世界上任何一支军队的勇敢精神和战斗力。二次战役东线战斗的胜利，是我们把美帝国主义侵略军于鸭绿江边打回到三八线上、保障了朝鲜人民的生存，保护了祖国的安全。战斗的胜利说明我们是不可欺负的，侵略者的进攻是可以击退的。
20军此次入朝作战，打得比较艰苦，战役结束之后，可以到咸兴五老里为中心进行休整，那里比较暖和。
毛泽东
庚寅隆冬于京
| “        | 减员达到40,000之多。中央（政府）极为怀念。 | ” |
| ——毛泽东 |                                            |   |

據解放军总后勤部卫生部資料，志願軍各軍此役傷亡人數如下表：
|          | 20軍   | 26軍   | 27軍   | 合計   |
| -------- | ------ | ------ | ------ | ------ |
| 戰傷傷員 | 5,539  | 4,488  | 4,035  | 14,062 |
| 凍傷傷員 | 11,468 | 7,945  | 11,319 | 30,732 |
| 陣亡     | 2,963  | 1,674  | 2,667  | 7,304  |
| 合計     | 19,970 | 14,107 | 18,021 | 52,098 |

中共黨史出版社《開國第一戰》記載：第九兵團戰鬥傷亡19,202人，凍傷28,954人（其中死亡3,000多人），凍死1,000多人，總計減員48,156人，超过实际参战人数的一半。第20軍和27軍缺席了第三、四次戰役，參加了第五次戰役。前期未參戰的預備隊第26軍情況稍好，但缺席了第三次戰役。
根據美国海军戰後公布的資料，第一陸戰師從11月27日至12月11日有556人陣亡、182人失踪、2,872人戰傷，3,648人非戰鬥受傷，非戰鬥受傷主要是凍傷，史密斯估计其中三分之一左右的人在战役期间得以伤愈归队。此外陸戰隊飛行員還有8人陣亡，4人失蹤，3人負傷。史密斯12月17日給陸戰隊司令的報告中說該師士氣高昂，仍然是一個能戰鬥的師。第一陸戰師缺席了第三次战役，花了包括1月与2月在内接近2个月的时间进行休整，期间派了少部分部队在韩国后方参与了针对朝鲜人民军第10师团的反游击作战，休整完毕以后的2月21日重新回归前线參與第四次战役后期的“屠夫行动”与第五次战役。美國陸軍第7步兵師第31團級作戰隊傷亡約2,500人，其中大部分為在長津湖東岸被擊潰的三個營（两个步兵营，一个炮兵营）的官兵
中華民國軍方報紙《青年日報》經營的月刊《奮鬥》，曾經將此役的大致過程畫成全民國防教育漫畫，藉以說明在戰爭中「物質」和「精神」孰輕孰重。
中文互联网上盛传美国陆军第31步兵团因第31团级作战队在长津湖的表现而被美国陆军永久撤销番号，这一说法是錯誤的。美国陆军第31步兵团在长津湖战役后得到重建，并参与了後续的作战行动。在1957年开始的“五群制原子师”编制改革后，美国陆军除了游骑兵团、装甲骑兵团和陆军特種作戰航空团以外的团级单位都被撤销；其后只在旅内各营保留团番号，但仅作为荣誉称号。如今继承陆军31步兵团荣誉称号的是第十山地师第2旅级战斗队的第4营。
袁红冰表示，白恩培1980年代在中共中央党校学习期间，与习近平谈论长津湖战役时，认为第九兵团的严重减员是一种罪恶，毛泽东应为此负责，宋时轮应该受到严厉惩罚。而习近平反驳白恩培侮辱了志愿军的英雄主义气概，认为宋时轮不仅不应该受到惩罚，反而应该成为英雄。

## 后续影响
朝鮮半島東北部的聯合國軍迅速撤往興南港以組成環形防線。儘管遭受了损失，美国第10军依然保住了大部分兵力。總共有193艘滿載人及物資的船隻從這裡離開，當中包括105,000名士兵、98,000名平民、17,500部車輛及350,000噸物資被送往釜山。在撤往釜山的船上，包括後來成為南韓總統的文在寅的父母。

### 中國人民志願軍
中國人民志願軍和朝鮮人民軍收復包括咸鏡道在內的朝鮮東北部所有區域，並且一路南下追擊聯合國軍。於12月31日的第三次漢城戰役拿下南韓首都漢城。但由于第九兵团的大量减员不得不在咸兴一带休整，使得在第三次战役与第四次战役期间志愿军的作战兵力从30个师锐减至18个师，使共军面对联合国军开始有了明显的兵力劣势。麦克阿瑟事后认为这是之后第八集团军得以在韩国站稳脚跟的重要原因。
这场战役極度暴露了志愿军第九兵团后勤能力虛弱、缺乏在嚴寒地區作戰經驗的特点，冻伤减员达到兵团人員总数的32.1%，在战场上甚至有部分阻擊陣地中的志願兵士兵全員凍死的事例。战后于咸兴的休整时的主要内容都是治疗冻伤的士兵。宋时轮称此次战役的艰苦程度超过了长征。
中國人民志願軍在戰役中擄獲的美國陸軍第31步兵團團旗，至今還陳列在北京的中国人民革命军事博物馆中，以紀念這場戰役。此战中首个突破RCT-31防线并缴获团旗的志愿军80师239团4连于1950年12月被第27军军部授予“新兴里战斗模范连”的荣誉称号。

### 美国
美国第10军从东部前线撤离的时候，美国第8军团已经在清川江战役之后从西部前线撤向38线。由于联合国军全线收缩，志愿军夺回了北朝鲜的大部，聯合國軍向鸭绿江的急进亦告结束。朝鲜战争又拖延了两年半时间，直到1953年7月27日签署停战协议。除了北朝鲜的损失，美国第10军和韩国第1军后来报告的战斗伤亡总共为10,495人，其中4,385人来自美国海军陆战队，3,163人来自美国陆军，78人来自英国皇家海军陆战队，2,812人来自附编於美军的韩国补充兵。在战斗损失之外，美軍陸戰第1师还报告了寒冷天气引起的7,338人非战斗伤亡。
美国第10军保存了大部分兵力撤至釜山，后来又再度投入這場战争。拯救了第10军免遭摧毁的是美國海軍陸戰隊第一師師長史密斯將軍，美軍陸戰第一師、英國皇家海軍陸戰隊第41獨立突擊隊和美國陆军第31团级作戰队因在戰役中的顽强表现获得美國總統部隊嘉獎。美軍有14名陆战队员、2名陆军士兵和1名海军飞行员获得荣誉勋章，所有在长津湖服役的聯合國軍士兵后来荣获“長津精英”的美誉，有「被選中的少數」（Chosen Few）含義。
此战激化了美国军队中的跨军种矛盾。因此战中美国海军陆战队第1师被纳入美国陆军第十军的指挥下，美国海军陆战队将失败的责任归咎于美国陆军“懦弱的领导”，陆战1师师长史密斯少将对美国陆军第十军军长阿尔蒙德少将也颇有微词。美国陆军在长津湖以东的部队被击溃长期以来被认为是一个耻辱，长期以来这些部队的行为都被陆战队的事迹所掩盖。但战后的研究证实了第31团级战斗队在新兴里的4天坚守无意间但在事实上掩护了陆战1师的撤退。第31团级战斗队的坚守最终得到了认可，它们于1999年终于获得美國總統部隊嘉獎，该嘉奖于1952年首次申请时受到了陆战1师师长史密斯少将的阻止。
在作战期间，聯合國軍阵亡者被埋葬在公路沿线的临时墓地。光荣行动在1954年7月到11月进行，期间交换了各方死者。4,167名美国陆军士兵和陆战队员遗骸交换了13,528名北韓和中国死者。另外，546名死于联合国军战俘营的平民被转交给韩国政府。光荣行动之后，416名姓名不详者被安葬在太平洋国家纪念公墓。按照美國國防部战俘和失踪人员办公室的一份白皮书，在光荣行动期间中国和北朝鲜还转交了1,394个名字，其中858名得到证实。被归还的4,167具遗体被发现属于4,219人，其中2,944人是美国人，所有遗体中有416人确定了姓名。在239名朝鲜战争下落不明人员中，有186人与太平洋公墓中未知姓名者无关。从1990年到1994年，北韓挖掘并送还了超过208具遗骸，这些可能属于200到400名美国军人，但因为遗体被混合存放，只有很少部分被鉴别出来。从2001年到2005年，从长津湖战役墓地发现更多的遗骸，1996年到2006年在中国边界附近找到了大约220具遗骸。

### 其他
2023年4月27日，南韓總統尹錫悅在美國國會演說時提到長津湖戰役，並指美軍在该战役有4500人阵亡，并成功突破12萬志愿军的包圍对朝鲜战争而言堪称「奇迹」。中華人民共和國外交部發言人毛寧于28日反对尹錫悦称该战役对美军而言是「奇迹」，反稱當時志愿军殲滅2.4萬人。中国中央电视台随后紧急播放《跨过鸭绿江》与《长津湖》等朝鲜战争的电视剧作为国内宣传，以此反驳言论。4月29日，韩国国民力量代表金起炫批评中国在总统尹锡悦对美国进行国事访问期间无礼地使用如「头破血流」等粗俗字眼，以及提及朝鲜战争期间的长津湖战役时通过贬低和歪曲韩国历史的荒谬言论。韩国驻華大使馆于5月5日罕见地就中国媒体接连发文批判韩国总统尹锡悦访美的社评表达抗议。

## 紀念
美國歷史學家將興南港撤退稱為「美國軍事史上最偉大的海上撤退行動」。而其中美海軍的一艘普通的貨船梅雷迪思號勝利輪，在長津湖戰役後期美軍的興南大撤退過程中，為了儘可能多的裝人，拆除了船上所有的非必需設備，以最大負荷裝人，最終裝了14,000人，這艘船也被載入金氏世界紀錄，是「人類歷史上最大的單船撤離」，船員在戰後獲美國商船協會頒發最高的榮譽獎章。
1991年，长津号导弹巡洋舰進入美國海軍服役，以紀念此役。

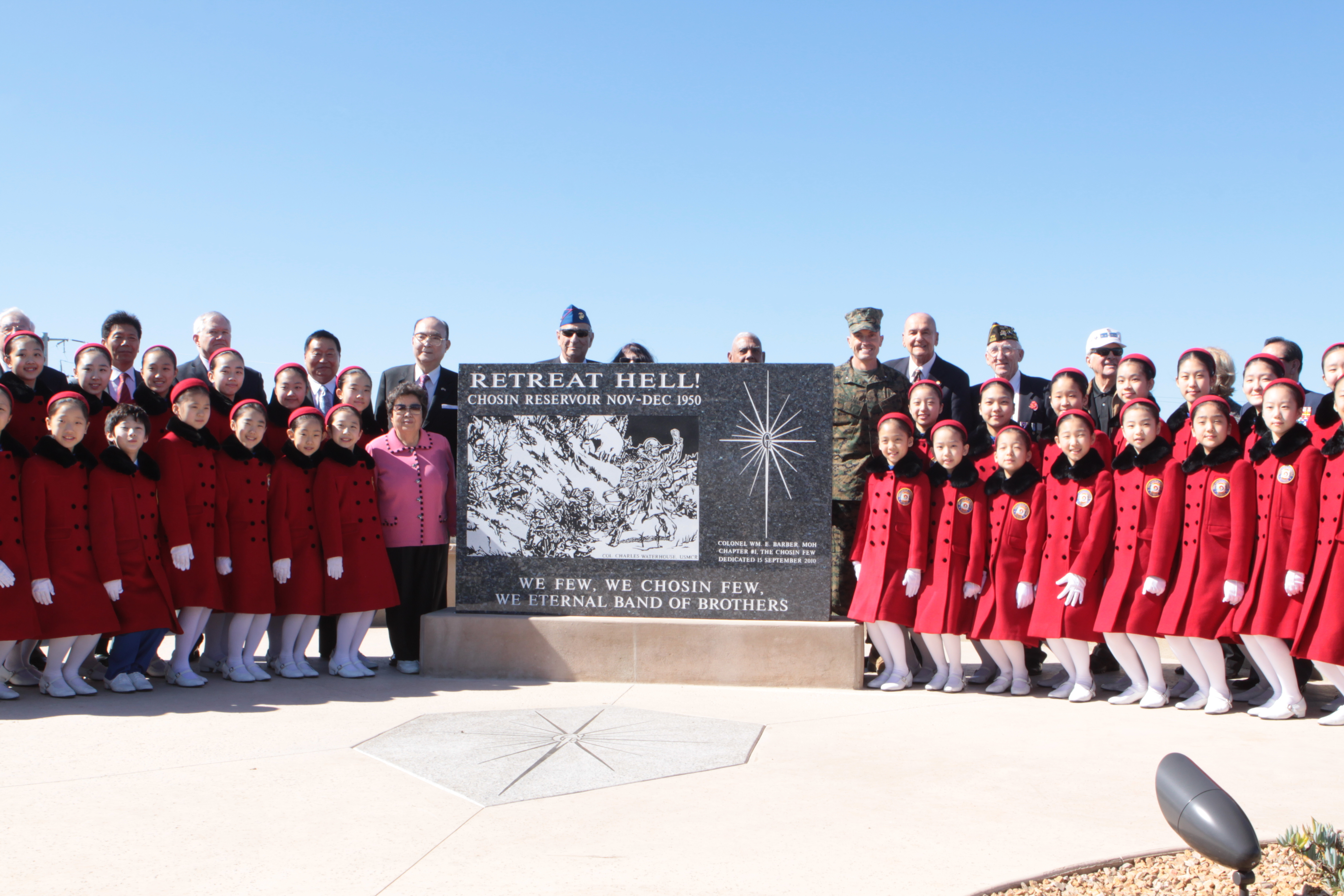
彭德爾顿营紀念碑，左上是名言「決不撤退！」，右方是「長津精英」標誌「古土里之星」，中心是CF（Chosin Few）縮寫

美軍海軍陸戰隊成功突圍，鼓勵著陸戰隊具有永不言棄的精神，從那以後，美國海軍陸戰隊的戰鬥教範就增加「長津精神」。在陸戰隊的新兵訓練營中會提醒陸戰隊的新進官兵們在面對巨大壓倒性的困難時：「我們永不退縮，永不投降，奮戰到底。」2010年9月15日，在彭德尔顿军营的長津精英纪念碑由美国海军陆战队指挥官康韦将军揭幕。2017年，在海軍陸戰隊國家博物館的「長津精英戰役紀念碑」由美國參謀長聯席會議主席鄧福德上將揭幕。同年韓國總統文在寅訪美，向紀念碑獻花說：「沒有長津湖戰役，便沒有興南大撤退，也就沒有我。」海軍陸戰隊私立高中的南門稱為長津精英紀念門。
2020年11月27日，美國駐華大使館刊出一篇紀念長津湖戰役70週年的推文，使館的推文稱25,000多位包括來自美國和韓國在內的聯合國軍在戰役中展現出英雄氣概，成功突破敵人的包圍，並且拯救了98,000名從興南港撤出的難民。

## 相关作品
- 《With the Marines -- Chosen to Hungham》：1951年美国海軍纪录片。[290]
- 《This Is Korea（英语：This Is Korea）》：1951年美國海軍纪录片。[291]
- 《決不撤退！》：1952年美国电影。
- 《Hold Back the Night》：1956年美国电影。
- 《英雄儿女》：1964年中国大陆电影。
- 《较量——抗美援朝战争实录》：1995年中国大陆纪录片。
- 《Chosin》：2010年美国纪录片。[292]
- 《冰血长津湖》：2011年中国大陆纪录片。
- 《Task Force Faith》：2013年美国纪录片。
- 《国际市场》：2014年韩国电影，故事开篇发生在长津湖战役最后阶段——兴南港的撤退和毁灭。
- 《那年那兔那些事兒》：2015年中国大陆网络动画剧集，第一季第三集取材自长津湖战役。
- 《Against the Odds, Bloody George at the Chosin Reservoir》：2015年美国纪录片
- 《美国印象（英语：List of American Experience episodes）》：2016年美国公共广播电视公司播出的电视节目，第28季第8集记载了为期17天的长津湖战役[293]。
- 《保家卫国——抗美援朝光影纪实》：2020年中国大陆纪录片。
- 《战火熔炉》：2020年播出的中国大陆电视剧，由董哲、郑桦执导演，付辛博、董琦和李感主演，第四集背景为长津湖战役。
- 《长津湖》与续作《長津湖之水門橋》：2021年上映的中国大陆电影，由陈凯歌、徐克和林超贤联合监制、导演，吴京和易烊千玺主演，兰晓龙担任编剧。
- 《冰雪尖刀连》，2023年中国大陆电视剧，由高希希导演，杜淳、王子奇领衔主演。

### 引用
1. ↑  . National Medal of Honor Museum.   [2024-01-10]. （原始内容存档于2020-11-30）. we have only counted those whose actions occurred between November 27 and December 13 – dates more commonly associated with the Battle of Chosin Reservoir
2. ↑  . Hoover Institution.   [2024-01-10]. （原始内容存档于2024-01-10）.
3. ↑  . the Historical Marker Database.   [2024-01-10]. （原始内容存档于2022-11-20）.
4. ↑  . 國家報勳部.   [2024-01-10]. （原始内容存档于2024-01-08）.
5. ↑  George A. Rasula.  (PDF). Changjin 1950. 2006: 9  [2024-01-10]. （原始内容存档 (PDF)于2024-01-24）. 简明摘要.
6. ↑  Appleman（1990年），第70页
7. ↑  Wayne Thompson; Bernard C. Nalty.  (PDF). Air Force History and Museums Program: 20. 1996  [2022-07-19]. （原始内容 (PDF)存档于2021-06-14）.
8. ↑  Appleman（1992年），第744页
9. 1 2 3  徐焰 & 李建 Part One（2000年）
10. 1 2  Smith（2007年），第242页
11. ↑  Appleman（1990年），第26页
12. ↑  Appleman（1990年），第37页
13. 1 2 3 4  Appleman（1990年），第24页
14. 1 2  中国人民解放军总后勤部卫生部（1988年），表207
15. ↑  Appleman（1990年），第352页
16. ↑  Appleman（1990年），第345-348页
17. 1 2 3  徐焰 & 李建 Part Four（2000年）
18. ↑  Tertitskiy, Fyodor. . NK News. November 21, 2017  [2021-10-07]. （原始内容存档于2021-10-07）.
19. 1 2  中国人民解放军军事科学院（2000年），第70页
20. ↑  Appleman（1990年），第xi页
21. ↑  SGM Gonzalez Ricardo.  (PDF). Defense Technical Information Center: 4. 27 November 2007  [2023-04-28]. （原始内容存档 (PDF)于2023-05-05）.
22. ↑  Samuel J. Cox, Director, Naval History and Heritage Command. . H-Gram. No. 56. December 2020  [2023-05-12]. （原始内容存档于2023-05-29）. The Battle of Chosin Reservoir is rightly regarded as one of the U.S. Marine Corps’ finest hours. In the face of overwhelming odds and a nearly impossible tactical situation, the Marines retained their discipline and fighting spirit, effectively defeating the Chinese army even as they withdrew to the sea as ordered.
23. ↑   (PDF). UNITED STATES MARINE CORPS FIELD MEDICAL TRAINING BATTALION-EAST. p. 10, r. The Chosin Reservior.   [2023-08-06]. （原始内容存档 (PDF)于2022-08-09）.
24. ↑  . 美國第八軍團.   [2023-05-12]. （原始内容存档于2021-04-30）.
25. 1 2 3  Millett, Allan R. . 大英百科全書. 2009  [2009-02-04]. （原始内容存档于2008-12-29）.
26. ↑  Alexander（1986年），第312页
27. 1 2  Appleman（1990年），第3页
28. ↑  Appleman（1992年），第670页
29. ↑  Watson（1998年），第130-131,302页，注27,29
30. ↑  Watson（1998年），第134,302页，注38
31. ↑  Simmons（2002年），第54页
32. ↑  Roe（2000年），第101–107页
33. ↑  Roe（2000年），第145, 148–149页
34. ↑  光亭（2007年），第46页
35. ↑  Appleman（1990年），第5页
36. ↑  Appleman（1990年），第7页
37. 1 2  光亭（2007年），第47页
38. 1 2  Appleman（1990年），第8页
39. ↑  Appleman（1989年），第24, 33页
40. ↑  Mossman（1990年），第48页
41. ↑  Appleman（1990年），第11页
42. ↑  Appleman（1990年），第14页
43. ↑  Appleman（1990年），第35页
44. ↑  Hammel（1994年），第214页
45. ↑  Halberstam（2007年），第428页
46. ↑  Halberstam（2007年），第434-435页
47. ↑  Halberstam（2007年），第433–4页
48. ↑  Watson（1998年），第148-149页
49. ↑  Watson（1998年），第153页
50. 1 2  Roe, Patrick C. . Dallas, TX: Korean War Project. August 1996  [2010-01-22]. （原始内容存档于2010-06-13）.
51. ↑  光亭（2007年），第47-48页
52. ↑  Appleman（1990年），第21页
53. ↑  中国人民解放军军事科学院（2000年），第76页
54. ↑  . 文汇报. 2021-10-12  [2022-07-16]. （原始内容存档于2022-07-16）.
55. ↑  . 人民日报. 1950年12月5日: 第1版. （原始内容存档于2022年7月18日）.
56. ↑  宋时轮. . 1950年12月11日. （原始内容存档于2021-11-06）. 这次作战打得很不好，不仅未能全歼美陆一师及第七师，反遭巨大减员
57. 1 2 3 4 5 6  光亭（2007年），第52页
58. ↑  Roe（2000年），第436页
59. ↑  Roe（2000年），第296页
60. ↑  Halberstam（2007年），第435页
61. ↑  Appleman（1990年），第42页
62. 1 2  中国人民解放军军事科学院（2000年），第244页
63. ↑  （日）陆战史研究普及会 (编). . 由高培翻译. 北京: 国防大学出版社. 1999-12. ISBN 9787562610021. OCLC 50068814. 如果中国军队在这之前佔领了下碣隅里，美军的兩个团級战斗隊恐怕不能完整地从柳潭里撤到下碣隅里。下碣隅里的补给品可能成了中共军队绝佳的补给品来源了
64. ↑  Appleman（1990年），第158–162页
65. ↑  Appleman（1990年），第158–159页
66. ↑  Appleman（1990年），第24, 37页
67. 1 2  Appleman（1990年），第250页
68. 1 2  Condon（1987年），第29页
69. ↑  Appleman（1990年），第182页
70. ↑  Millett（2010年），第338页
71. ↑  Appleman（1990年），第36页
72. ↑  Zhang（1995年），第117页
73. ↑  Spurr（1988年），第270页
74. ↑  Appleman（1992年），第768页
75. ↑  叶雨蒙（2007年），第15,53页
76. ↑  Appleman（1990年），第17页
77. ↑  Millett（2010年），第107页
78. ↑  Appleman（1990年），第353页
79. 1 2  光亭（2007年），第118页
80. ↑  叶雨蒙（2007年），第66页
81. ↑  叶雨蒙（2007年），第203页
82. 1 2  Appleman（1990年），第72页
83. ↑  Appleman（1990年），第52页
84. 1 2  中国人民解放军军事科学院（2000年），第245页
85. ↑  Roe（2000年），第301页
86. ↑  Appleman（1990年），第56页
87. ↑  光亭（2007年），第68页
88. ↑  Appleman（1990年），第64, 66, 68页
89. ↑  光亭（2007年），第68-71页
90. ↑  Appleman（1990年），第74页
91. ↑  光亭（2007年），第71页
92. ↑  Appleman（1990年），第227页
93. ↑  Appleman（1990年），第73页
94. ↑  Appleman（1990年），第178页
95. ↑  Appleman（1990年），第226页
96. 1 2 3  Roe（2000年），第329页
97. ↑  Appleman（1990年），第213页
98. ↑  Appleman（1990年），第120–121页
99. ↑  Appleman（1990年），第215页
100. ↑  . New York, NY: Time Inc. 1950-12-18  [2009-08-27]. （原始内容存档于2009-07-06）.
101. ↑  Appleman（1990年），第215–216页
102. 1 2  Appleman（1990年），第218页
103. ↑  Appleman（1990年），第214页
104. ↑  Condon（1987年），第28页
105. ↑  Appleman（1990年），第220页
106. ↑  光亭（2007年），第88页
107. 1 2  Appleman（1990年），第223页
108. ↑  光亭（2007年），第86页
109. ↑  Appleman（1990年），第233页
110. ↑  Appleman（1990年），第234页
111. ↑  Appleman（1990年），第235页
112. ↑  . Smithsonian Channel.   [2013-12-13]. （原始内容存档于2013-12-08）.（英文）
113. ↑  Yardley, William. . 紐約時報中文網. 2014年3月12日  [2022年7月5日]. （原始内容存档于2022年1月18日）.
114. ↑  . 美國海軍陸戰隊.   [2022-07-05]. （原始内容存档于2020-09-26）.
115. ↑  . Asian Week. （原始内容存档于2012年1月17日）.
116. ↑  Appleman（1990年），第221–223页
117. ↑  Appleman（1990年），第224–225页
118. ↑  Appleman（1990年），第239, 243页
119. ↑  Appleman（1990年），第85页
120. ↑  . 新华社. 2017-08-09  [2022-11-30]. （原始内容存档于2022-11-30）.
121. ↑  31st Infantry（2019年），第189页
122. 1 2 3  Seelinger.
123. ↑  Ray C. Vallowe. . The Army At The Chosin Reservoir Site.   [2022-12-05]. （原始内容存档于2021-10-19）.
124. ↑  31st Infantry（2019年），第154页
125. ↑  Mossman（1990年），第147页
126. ↑  光亭（2007年），第53-54页
127. ↑  Appleman（1990年），第93页
128. ↑  Appleman（1990年），第97页
129. ↑  光亭（2007年），第55页
130. ↑  Appleman（1990年），第98页
131. ↑  Roe（2000年），第310页
132. 1 2  光亭（2007年），第58页
133. ↑  Appleman（1990年），第96页
134. ↑  Appleman（1990年），第102–103页
135. ↑  Appleman（1987年），第107页
136. ↑  光亭（2007年），第59页
137. ↑  光亭（2007年），第59-60页
138. ↑  Appleman（1990年），第107页
139. ↑  Appleman（1990年），第82页
140. ↑  光亭（2007年），第61页
141. ↑  Appleman（1990年），第110页
142. 1 2  Appleman（1990年），第114页
143. ↑  . Defense POW/MIA Accounting Agency.[]
144. ↑  光亭（2007年），第60页
145. ↑  光亭（2007年），第62页
146. ↑  Appleman（1990年），第183页
147. ↑  Appleman（1990年），第103页
148. ↑  Appleman（1990年），第103–105, 118–119页
149. ↑  Appleman（1990年），第126页
150. 1 2  Appleman（1990年），第124页
151. ↑  光亭（2007年），第63页
152. ↑  Appleman（1990年），第129–130页
153. 1 2  Appleman（1990年），第134页
154. ↑  Appleman（1990年），第132, 135页
155. ↑  Appleman（1990年），第137页
156. 1 2  光亭（2007年），第64页
157. ↑  Appleman（1990年），第137–138页
158. 1 2  Appleman（1990年），第138页
159. ↑  Appleman（1990年），第139页
160. ↑  Appleman（1990年），第140页
161. ↑  Appleman（1990年），第144页
162. ↑  Appleman（1990年），第146页
163. ↑  Appleman（1990年），第150页
164. ↑  Appleman（1990年），第249页
165. ↑  Alexander（1986年），第339页
166. ↑  Russ（1999年），第231页
167. ↑  Alexander（1986年），第322页
168. 1 2  光亭（2007年），第74页
169. ↑  Appleman（1990年），第162页
170. 1 2 3  Appleman（1990年），第174页
171. ↑  Appleman（1990年），第163页
172. ↑  Roe（2000年），第317页
173. ↑  Appleman（1990年），第165页
174. ↑  Alexander（1986年），第324页
175. ↑  Appleman（1990年），第186页
176. 1 2  Appleman（1990年），第187页
177. ↑  Montross & Canzona（2021年），第228页
178. ↑  Russ（1999年），第231-232页
179. ↑  Russ（1999年），第234页
180. ↑  军事科学院军事历史研究所. . 北京: 军事科学出版社. 2011: 349. ISBN 978-7-80237-404-1.
181. ↑  Appleman（1990年），第191页
182. ↑  Appleman（1990年），第192页
183. ↑  Alexander（1986年），第327页
184. ↑  Montross & Canzona（2021年），第234页
185. ↑  Appleman（1990年），第201页
186. 1 2  Russ（1999年），第233-245页
187. ↑  Russ（1999年），第247页
188. ↑  Appleman（1990年），第195页
189. ↑  Appleman（1990年），第204页
190. ↑  光亭（2007年），第80页
191. ↑  Appleman（1990年），第203页
192. ↑  光亭（2007年），第81页
193. ↑  Appleman（1990年），第205页
194. ↑  Appleman（1990年），第206页
195. ↑  Roe（2000年），第340页
196. 1 2  光亭（2007年），第97页
197. ↑  Appleman（1990年），第251页
198. ↑  Appleman（1990年），第208页
199. ↑  Mossman（1990年），第140页
200. ↑  . Little Rock Air Force Base. （原始内容存档于2021-05-07）.
201. ↑  Appleman（1990年），第247页
202. ↑  Roe（2000年），第379页
203. 1 2  Roe（2000年），第382页
204. ↑  Appleman（1990年），第260页
205. ↑  Appleman（1990年），第262页
206. ↑  Roe（2000年），第382–383页
207. 1 2  Appleman（1990年），第257页
208. ↑  Appleman（1990年），第257–259页
209. 1 2  Roe（2000年），第383页
210. ↑  Alexander（1986年），第361页
211. ↑  Russ（1999年），第398-399页
212. ↑  Olson, Donald W. . Springer. 2018年1月31日: 第210–213頁 –Google Books.
213. ↑  光亭（2007年），第103页
214. 1 2  Roe（2000年），第341页
215. ↑  1st Battalion（1950年），第6页
216. ↑  Mossman（1990年），第137页
217. ↑  Appleman（1990年），第288, 296页
218. ↑  Appleman（1990年），第300–301页
219. ↑  Alexander（1986年），第364页
220. ↑  , War Department, 9 May 1944, 第1頁
221. ↑  Appleman（1990年），第296-297页
222. ↑  . 18th Air Force.   [2022-07-06]. （原始内容存档于2022-07-10）.
223. ↑  Appleman（1990年），第296, 304页
224. ↑  X Corps（1950年），第42页
225. 1 2  光亭（2007年），第108页
226. ↑  Montross & Canzona（2021年），第324页
227. ↑  Appleman（1990年），第314页
228. ↑  Smith（2007年），第316-317页
229. ↑  Smith（2007年），第317,319页
230. ↑  Appleman（1990年），第307–310页
231. ↑  Appleman（1990年），第316页
232. ↑  Mossman（1990年），第149, 158–159页
233. 1 2  Appleman（1990年），第324页
234. ↑  Appleman（1990年），第319–320页
235. ↑  Appleman（1990年），第324–327, 329页
236. ↑  Roe（2000年），第393–394页
237. 1 2  Appleman（1990年），第340页
238. 1 2  Alexander（1986年），第367页
239. ↑  . 韓民族日報. 2018-04-06  [2023-12-05]. （原始内容存档于2023-07-22）.
240. ↑  光亭（2007年），第113页
241. ↑  Millett, Allan R. . . 3 July 2018  [2021-11-25]. （原始内容存档于2022-01-06）.
242. ↑  刘念. . 太行英雄. 八路军研究会·太行分会.   [2021-10-08]. （原始内容存档于2021-10-08）.
243. ↑  Roe（2000年），第394页
244. ↑  光亭（2007年），第110页
245. ↑  双石. . 北京: 中共党史出版社. 2004. ISBN 9787801990150.
246. ↑  Field（1962年），第307页
247. ↑  Major General Oliver P. Smith.  (PDF): 145将主要. 1950-12-17  [2022-07-14]. （原始内容 (PDF)存档于2022-06-18）. but their spirits were high. They were still a fighting division.
248. ↑  Mossman（1990年），第136页
249. ↑  《奮鬥》2012年12月號
250. ↑  . U.S. Army Center of Military History.   [2021-10-25]. （原始内容存档于2021-10-26）.
251. ↑  . 大纪元. 2023-06-16  [2023-11-01]. （原始内容存档于2023-11-01）.
252. ↑  Appleman（1990年），第356页
253. ↑  Schnabel（1988年），第304页
254. ↑  Doyle James H., and Arthur J. Mayer. "December 1950 at Hungnam." Proceedings, U.S. Naval Institute 105 (April 1979): 44-65.
255. ↑  中国人民解放军军事科学院（2000年），第365-366页
256. ↑  Roe（2000年），第412页
257. ↑  叶雨蒙（2007年），第232页
258. ↑  . 华夏经纬网. 2020-09-10  [2021-08-24]. （原始内容存档于2021-08-24）.
259. ↑  姜廷玉 主编. . 中國共產黨新聞網.   [2013-12-13]. （原始内容存档于2013-12-16）.
260. ↑  Appleman（1990年），第347页
261. ↑  Appleman（1990年），第345页
262. ↑  Halberstam（2007年），第430页
263. 1 2  Daily（1999年），第78页
264. ↑  Cunningham-Boothe & Farrar（1989年），第50页
265. ↑  Seelinger, Matthew J., , Army Historical Foundation, （原始内容存档于19 May 2022）
266. ↑  . 東亞日報. 2010年2月8日  [2022年7月7日]. （原始内容存档于2022年7月11日）.
267. ↑  Edwards 2006，第129頁; Edwards 2018，第67頁.
268. ↑  Vogel（2000年）
269. ↑  . Fort Lee, Virginia: Army Quartermaster Museum, U.S. Army.   [2007-12-16]. （原始内容存档于2007-12-28）.
270. ↑   (PDF). Washington, D.C.: 美國國防部.   [2009-08-27]. （原始内容存档 (PDF)于2012-01-06）.
271. ↑  . Hickam Air Force Base, HI: 戰俘及戰鬥失蹤人員聯合調查司令部.   [2009-08-27]. （原始内容存档于2013-11-11）.
272. ↑   (PDF). Washington, D.C.: 美國國防部.   [2011-08-19]. （原始内容 (PDF)存档于2012-09-26）.
273. ↑  . Springfield, VA: 陸軍時報出版公司.   [2009-08-27]. （原始内容存档于2012-05-26）.
274. ↑  . 한국일보. 2023-04-28. （原始内容存档于2023-05-03） （韩语）.
275. ↑  . 新华每日电讯.   [2023-05-03]. （原始内容存档于2023-05-06）.
276. ↑  . Yahoo News. 2023-04-28  [2023-04-28]. （原始内容存档于2023-10-03） （中文）.
277. ↑  기자, 이해준. . 중앙일보. 2023-04-29. （原始内容存档于2023-05-19） （韩语）.
278. ↑  . 星岛环球网.   [2023-05-01]. （原始内容存档于2023-05-01） （中文（中国大陆））.
279. ↑  . 문화일보. 2023-04-29. （原始内容存档于2023-05-06） （韩语）.
280. ↑  . RFI - 法国国际广播电台. 2023-05-07. （原始内容存档于2023-05-09） （中文（简体））.
281. ↑  . US Navy.   [2023-12-28]. （原始内容存档于2023-12-28）.
282. ↑  . WeAreTheMighty.com. 2021年1月28日  [2022年7月7日]. （原始内容存档于2022年7月11日）.
283. ↑  . 海军陆战队彭德尔顿军营.   [2022-07-08]. （原始内容存档于2022-07-12）.
284. ↑  . San Diego Union-Tribune. 2010年9月16日  [2022年7月8日]. （原始内容存档于2022年7月8日）.
285. ↑  . Joint Chiefs of Staff.   [2022-07-07]. （原始内容存档于2022-07-11）.
286. ↑  Sisk, Richard. . Military.com. 2017年10月31日  [2022年7月7日]. （原始内容存档于2022年7月11日）.
287. ↑  . The Korea Herald. 2018年10月10日  [2022年7月7日]. （原始内容存档于2022年7月12日）.
288. ↑  Atkinson, Andi. . 海軍陸戰隊私立高中. 2014年11月18日  [2022年7月7日]. （原始内容存档于2021年8月1日）.
289. ↑  . Twitter. 美国驻华使领馆 US MissionCN.   [2023-04-30]. （原始内容存档于2020-11-27）.
290. ↑  YouTube上的With the Marines -- Chosen to Hungham
291. ↑  YouTube上的This Is Korea (1951) John Ford
292. ↑  . 2010年9月10日  [2022年11月30日]. （原始内容存档于2022年11月30日） –IMDb.
293. ↑  . PBS.   [2016-11-01]. （原始内容存档于2021-10-03）.

## 延伸閱讀
- Frank, Benis M. . Colloquium on Contemporary History Project. U.S. Marine Corps Historical Center. 2003-02-24  [2006-11-05]. （原始内容存档于2014-12-27）.
- Roe, Patrick C. . Presidio. 2000-05-04. ISBN 0891417036.
- Appleman, Roy,  2, College Station, TX: Texas A and M University Military History Series, 1987, ISBN 978-0-89096-283-1
- Chae, Han Kook; Chung, Suk Kyun; Yang, Yong Cho. Yang, Hee Wan; Lim, Won Hyok; Sims, Thomas Lee; Sims, Laura Marie; Kim, Chong Gu; Millett, Allan R. , 编. . Volume II. Lincoln, NE: University of Nebraska Press. 2001. ISBN 978-0-8032-7795-3.
- 军事科学院军事历史研究部.  第2卷. 北京: 军事科学出版社. 2000. ISBN 978-7-80137-390-8 （中文（简体））.
- Cowart, Glenn C. . Columbia, SC: University of South Carolina Press. 1992. ISBN 978-0-87249-829-7.
- Drury, Bob; Clavin, Tom. . New York, NY: Atlantic Monthly Press. 2009. ISBN 978-0-87113-993-1.
- Farrar-Hockley, Anthony. . Volume I. London, England: HMSO. 1990. ISBN 978-0-11-630953-2.
- Fehrenbach, T.R. . Dulles, VA: Brassey's. 1963. ISBN 978-1-57488-259-9.
- Hayhurst, Fred. . New York, NY: Vanguard Press. 2001. ISBN 978-1-903489-12-3.
- O’Donnell, Patrick K. . Cambridge, MA: Da Capo Press. 2010. ISBN 978-0-306-81801-1.
- Owen, Joseph R. . Annapolis, MD: Naval Institute Press. 2007. ISBN 978-1-55750-416-6.
- Millett, Allan R. . Lawrence, Kansas: University Press of Kansas. 2010. ISBN 978-0-7006-1709-8.
- Rasula, George A, , New York, NY: The New York Military Affairs Symposium, 2012  [2013-06-11], （原始内容存档于2021-05-13）
- Stanton, Shelby L. . Novato, CA: Presidio. 1989. ISBN 978-0-89141-258-8.
- Taylor, George O. . Army Magazine, Association of the United States Army (Vol 52, # 7, July 2002, pages 43–48) (Washington, D.C.). 2002. ISSN 0004-2455. （原始内容存档于2011-10-05）.

## 外部連結
- . Korean War Educator. 2007-01-23  [2007-12-16]. （原始内容存档于2017-01-13）.
- .   [2006-08-21]. （原始内容存档于2006-08-13）.
- . Center for Military History, U.S. Army.
- Major General Oliver P. Smith.  (PDF). 1950-12-17.
- Wilder, Wild Bill. . Armchair General Magazine.
- Chosin Veterans website （页面存档备份，存于）
- 中美冬裝比較
- Cold Injury Information for Chosin Veterans